# Les Brigands (opéra bouffe)
Pour les articles homonymes, voir Les Brigands.
Versions successives
- Version de 1869 en 3 actes
- Version de 1878 en 3 actes et 4 tableaux

Les Brigands est un opéra bouffe en trois actes de Jacques Offenbach, livret de Henri Meilhac et Ludovic Halévy, créé au théâtre des Variétés le 10 décembre 1869. Une seconde version sous forme de féerie fut élaborée au théâtre de la Gaîté en décembre 1878.

## Genèse
Le 15 octobre 1867, alors que la Grande-Duchesse de Gérolstein est à l’affiche du théâtre des Variétés, la presse annonce la création des Brigands dans ce même théâtre.

### Première phase
Dès janvier 1868, Henri Meilhac et Ludovic Halévy présentent à Hippolyte Cogniard, directeur du théâtre, deux actes des Brigands qui doivent alors être créés en octobre 1868. Le 28 janvier 1868, sans doute à la suite de cette présentation, Jacques Offenbach demande à Ludovic Halévy la distribution de la pièce pour pouvoir finaliser la musique.
La partition est vendue dès février 1868 à l’éditeur parisien Colombier.
Le projet est reporté lorsque Hortense Schneider, qui a rompu son contrat avec le théâtre du Châtelet le 13 janvier 1868, réintègre le théâtre des Variétés. L’opéra bouffe Les Brigands ne comportant pas de rôle pour elle, il laisse la place à La Périchole qui est créée le 6 octobre 1868.

### Seconde phase
Le travail sur Les Brigands reprend l’année suivante.
Le 2 avril 1869, dans une lettre à Ludovic Halévy, Jacques Offenbach se plaint à ses librettistes de l’avancée de leur travail alors que la lecture est prévue le 15 août et qu’il « demande trois mois pour les mettre en musique. ». Le 12 avril, à son librettiste qui lui reproche « une lettre si plaintive », il répond : « Revois le 1er acte pour les morceaux ; ils ne sont pas d’aplomb, et ceux qui y sont ne sont pas bons. ».
Le 3 juin 1869, il propose une session de travail à ses librettistes à Étretat et réclame le texte du 3e acte.
La collaboration semble assez houleuse. Le 24 juillet, Offenbach demande de « remettre fin août » la lecture de la pièce. Il déclare à Ludovic Halévy : « Ce n’est pas de toi que j’ai peur, mais de ce paresseux de Meilhac. » Le 28 juillet, il s’explique de nouveau : « je prends l’engagement aux époques fixées par toi, des opérettes, mais à condition d’avoir les pièces à temps pour les mettre en musique. ». Il termine sa lettre en félicitant à mi-mot son librettiste et déclare : « Ce que tu m’as envoyé est très bon, mais il me faut un effet au second acte, et je ne l’ai pas. ».
Fin août 1869, Offenbach explique de nouveau ses souhaits à ses librettistes : « Tu me parles toujours du 2e acte de La Belle Hélène, parce que tous ces morceaux sont en situation et à effet. Je ne demande pas la quantité, mais la qualité. Sans situation, la musique devient absurde et embêtante pour le public. Je demande des situations à mettre à musique et non pas couplets sur couplets (…). ». Il poursuit : « dans ce second acte, vous ne m’avez pas donné une situation ; il faut la chercher ; ce doit être facile, le 2e acte fourmillant de situations comiques. (…) ». Il conclut sa lettre avec des instructions pour le 1er acte : « Introduction : la ballade de Dupuis [N°1C. Couplets de Falsacappa] à refaire. Quant au chœur ([N°3] (“Nous avons pris ce petit homme”), il faut le conduire jusqu’au moment ou Fragoletto aperçoit Ginévra [nom primitif de Fiorella], pour que je puisse reprendre le premier motif. Le duo [N°5] est complètement à refaire, pour le premier récit de Ginévra, lui indiquant le chemin. L’air de Fragoletto (le courrier) [N°6] : beaucoup de détails à ajouter. Le finale [N°7] : un tas de détails, puis les autres couplets de Ginévra. Tu vois qu’il nous faut deux jours au moins. ».
Le 14 septembre, face à la lenteur du travail, il s’étonne de nouveau : « Je désirerai savoir si nous faisons une pièce pour cet hiver ». À la réponse de ses librettistes, il s’exclame le 21 septembre : « Donc, si je ne vous avais pas écrit, j’aurais appris par les journaux que grâce à vous, je n’ai pas de pièce aux Variétés cet hiver. »
Malgré ces relations tendues, la genèse de l’œuvre arrive à son terme courant octobre 1869.

### Répétition
Le Figaro annonce le 2 novembre 1869 qu’une indisposition d'Offenbach retarde la première des Brigands puis, quelques jours plus tard que la première est remise au mois de décembre. Fin novembre, la presse présente la distribution de la nouvelle pièce prévue « dans les premiers jours de décembre ».
La répétition générale du premier acte a lieu le vendredi 26 novembre, elle se termine par « une de ces ovations que l’on n’oublie pas » de la part des artistes à Jacques Offenbach.
Le théâtre des Variétés fait relâche à partir du mardi 30 novembre pour présenter Les Brigands le mardi 7 décembre. La création est reportée au 8 décembre, puis au 9 décembre et enfin au 10 décembre.

## Création

### Accueil
Les Brigands sont présentés au théâtre des Variétés le 10 décembre 1869, trois jours après la création de La Princesse de Trébizonde au théâtre des Bouffes-Parisiens !
Avant même son compte-rendu détaillé, Le Figaro reproduit le Chœur des carabiniers qui a été bissé le soir de la première. Benedict renchérit dans sa critique le lendemain : « Le premier acte des Brigands a décidé du succès de la pièce. Un fou rire s’est emparé des spectateurs à l’entrée des carabiniers. Il faut voir, il faut entendre le brigadier Baron dire, avec une voix de basse parlée sur le dessin rythmique de l’orchestre : « Nous sommes les carabiniers, La sécurité des foyers ; Mais, par un malheureux hasard, Au secours des particuliers, Nous arrivons toujours trop tard ! » ». Les deux actes suivants lui apparaissent, en comparaison, moins réussis : « ils sont traînants et un peu vides dans leur turbulence. » écrit-il.

### Musique
Le style musical est remarqué de l’ensemble des critiques : « La nouvelle partition de M. Jacques Offenbach est un mariage de raison entre l’opérette-bouffe et le style de l’opéra-comique. Le compositeur a voulu élever le genre qui avait fait sa popularité et ses succès. » note Le Figaro. Le Ménestrel encourage d’ailleurs le compositeur « dans cette voie [et] peu à peu[,] l’opérette burlesque, de concession en concession, rentrera dans le giron du véritable opéra-comique… ». L’Illustration, pour sa part, y voit plutôt une « parodie de l’opéra-comique ».
Le canon [No 10] et le duetto du notaire [no 11] sont tout particulièrement appréciés : « ce qu’on goûte le plus aujourd’hui dans les Brigands, c’est le joli chœur fugué qui ouvre le deuxième acte, et le joli duo de l’éclat de rire qui suit » écrit Henri Moreno.
La partition paraît malgré tout dense et « si l’on élaguait çà et là quelques airs, soit dit sans jeu de mots, l’air ci[r]culerait dans une partition un peu touffue. » conclut Benedict.

### Costumes
Les costumes sont dessinés par Draner.

première série
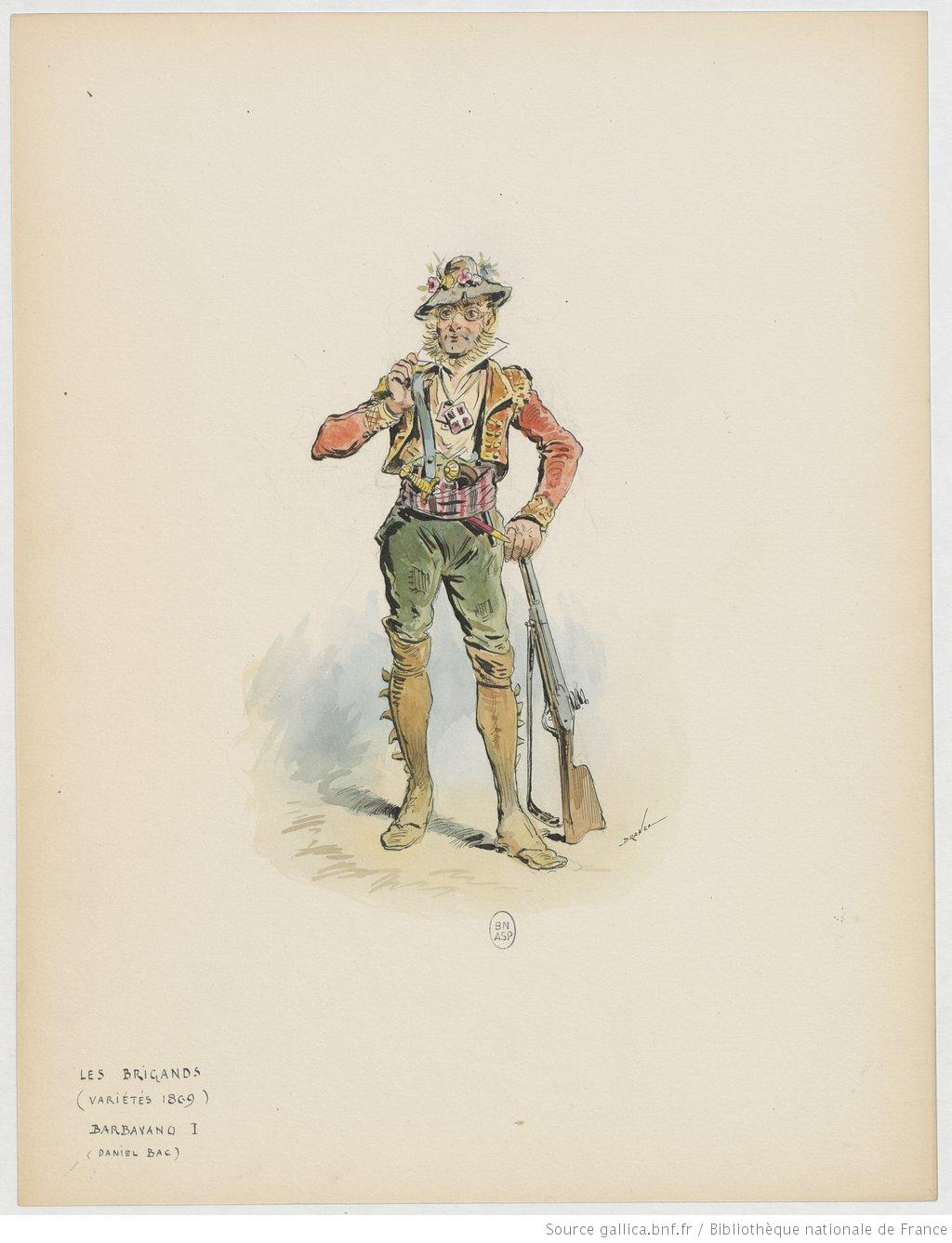
Barbavano à l'acte I
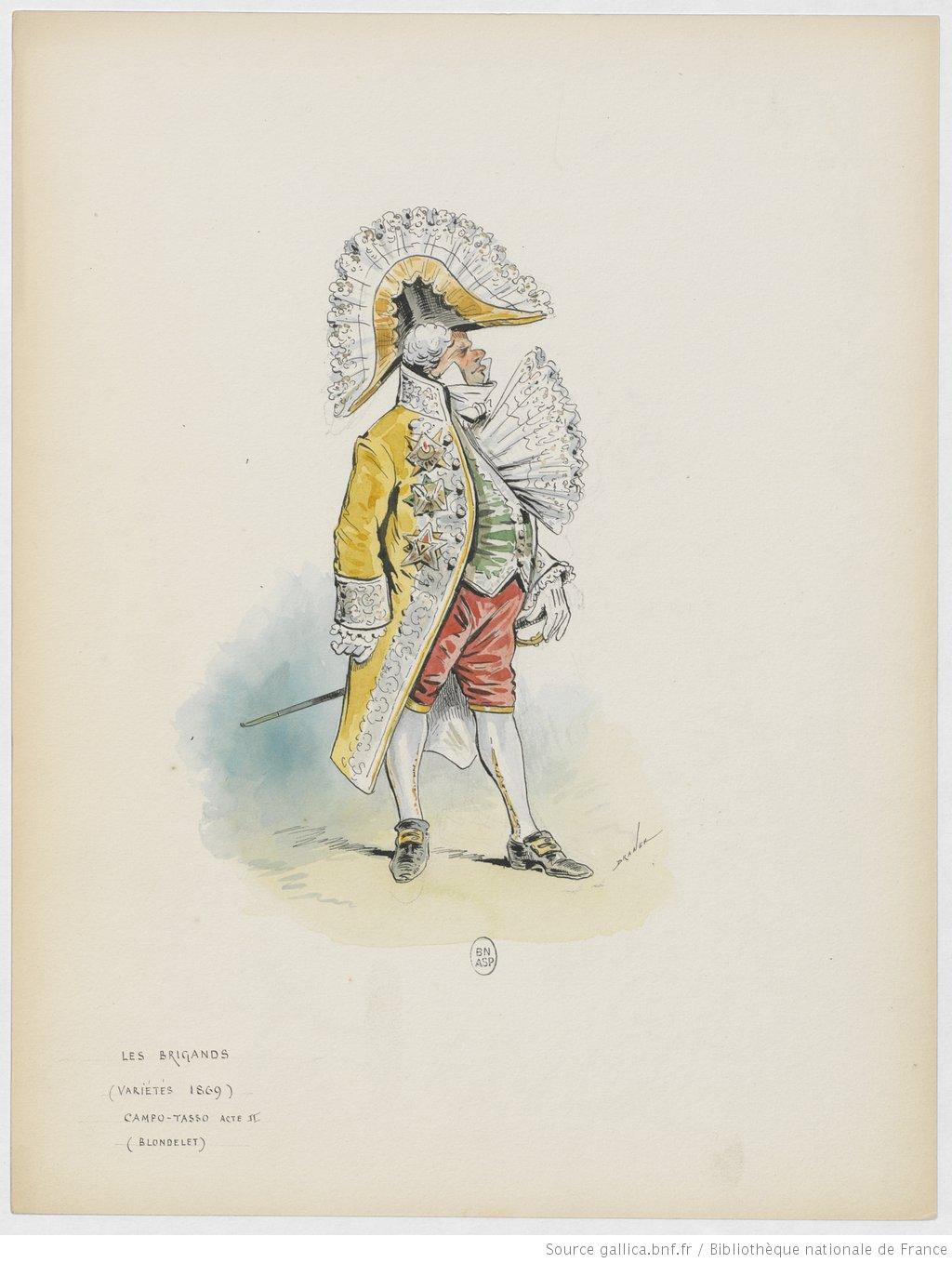
Campo-Tasso à l'acte II
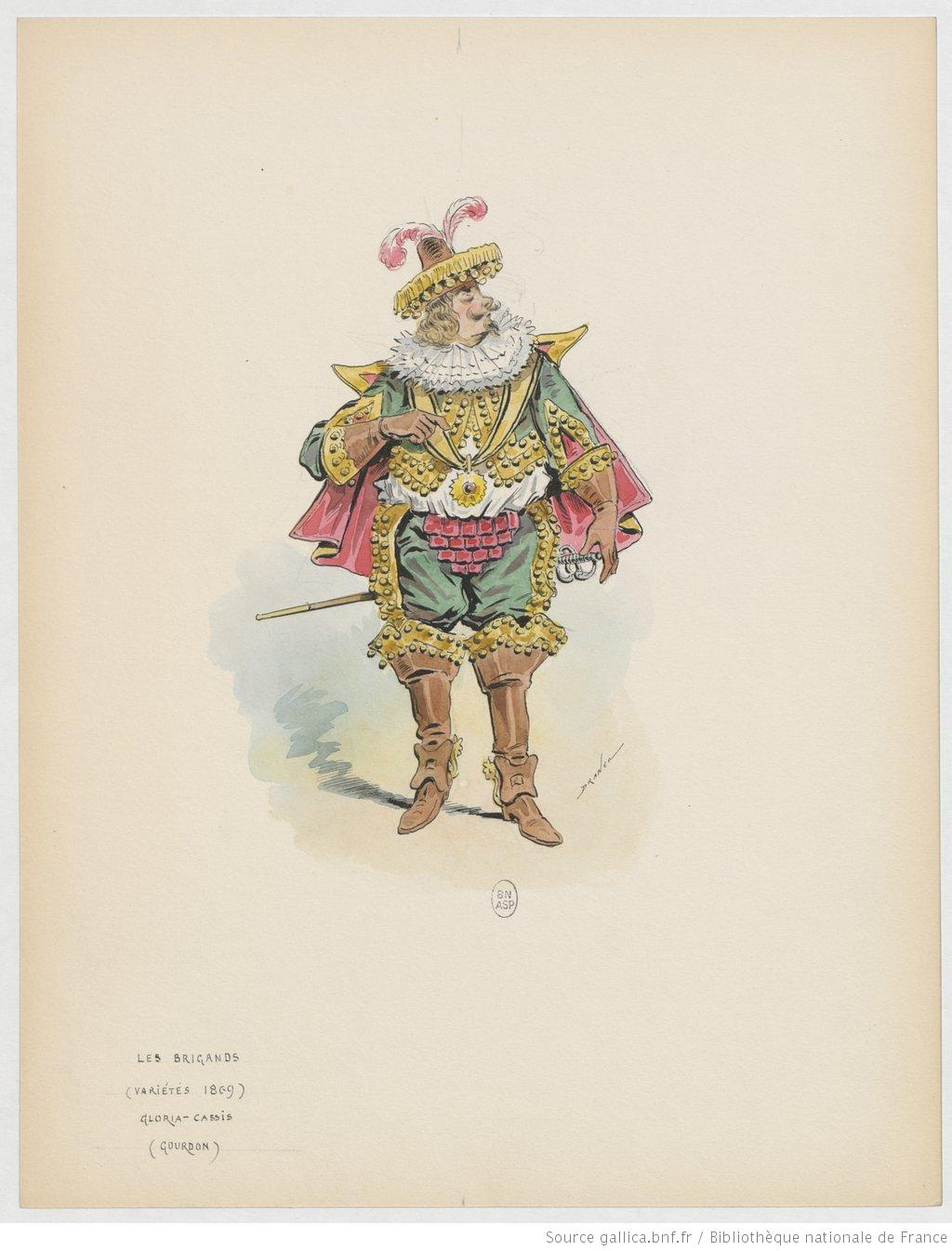
Gloria-Cassis
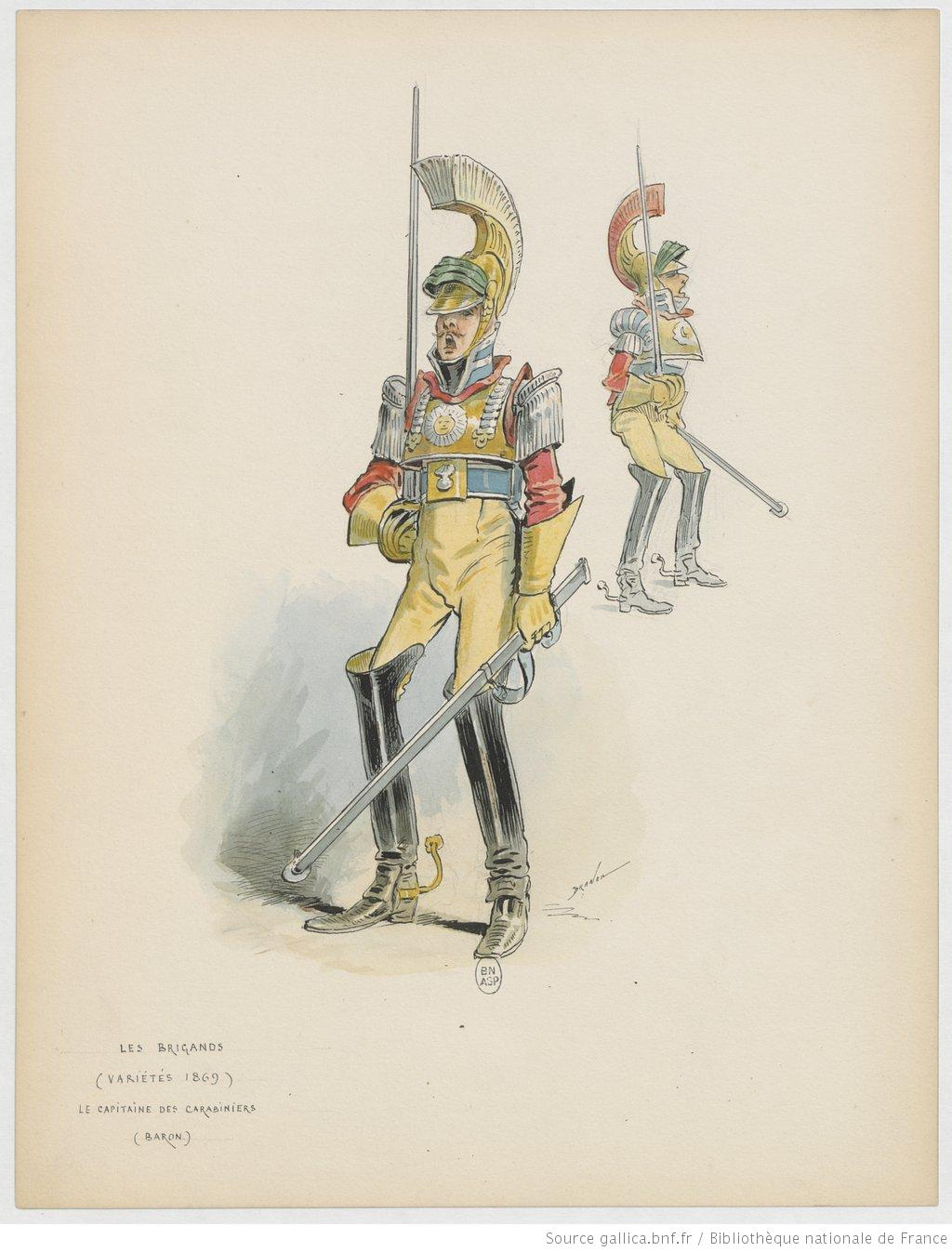
Le capitaine des carabiniers
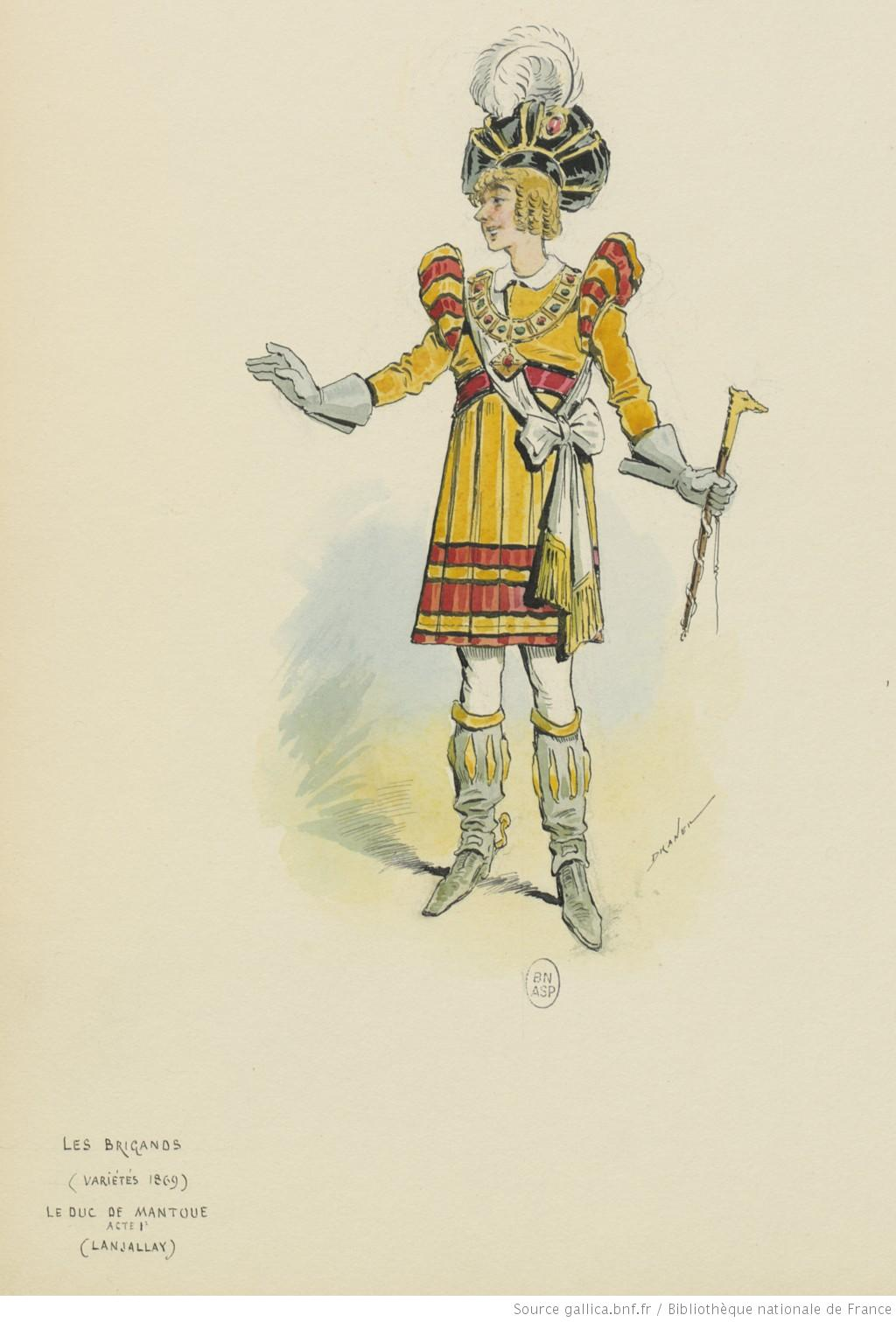
Le prince à l'acte I
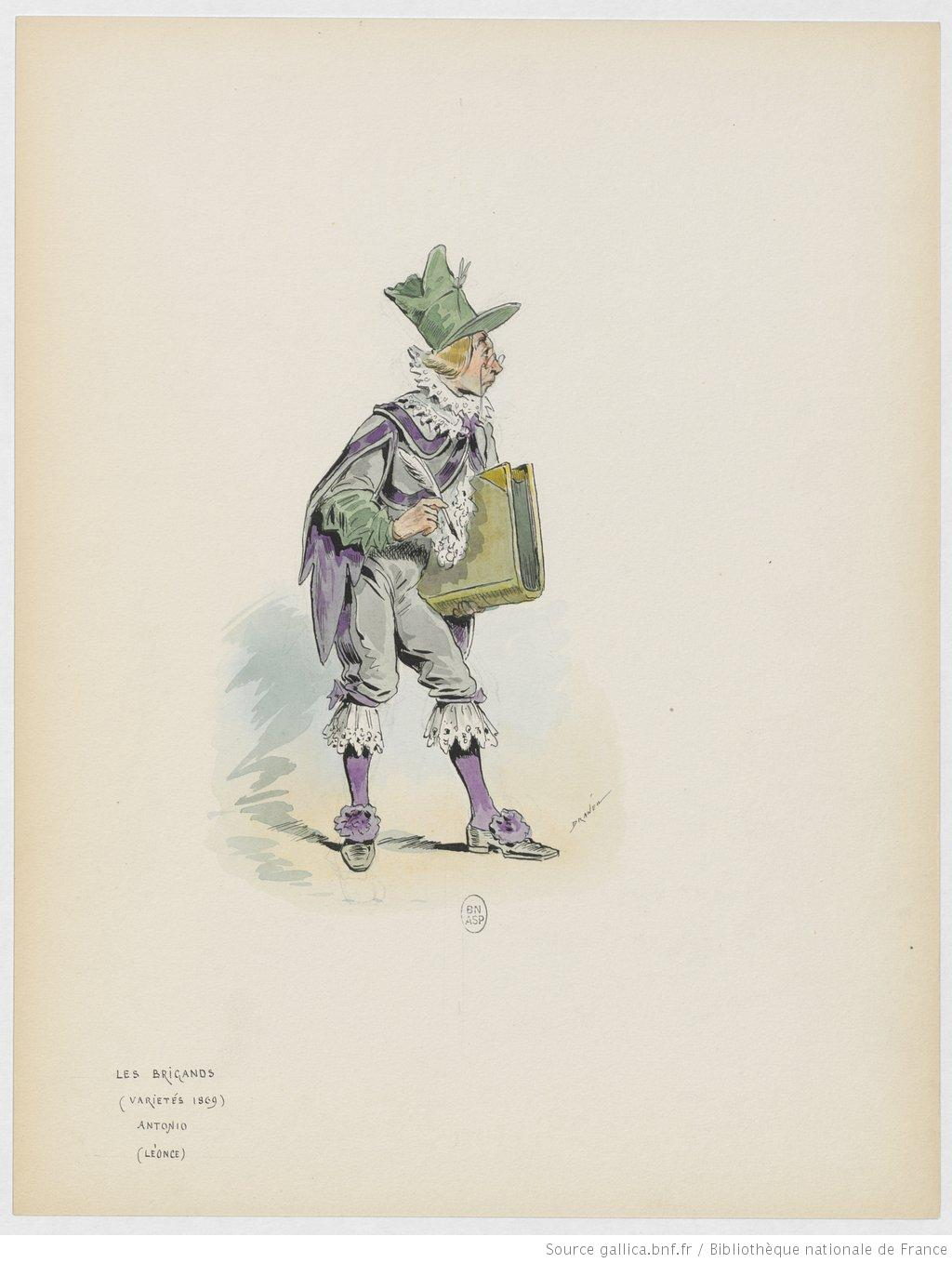
Antonio à l'acte III

deuxième série
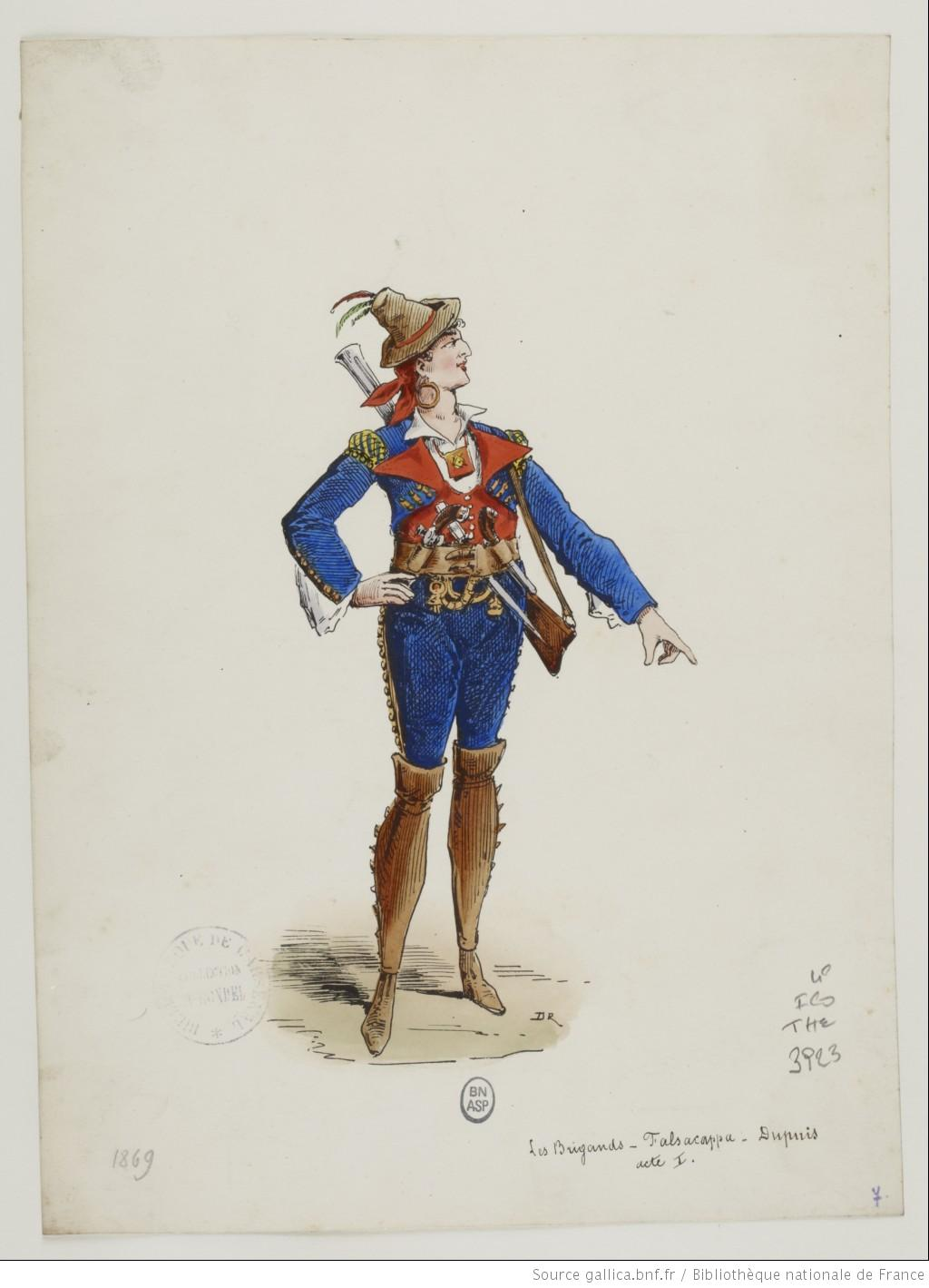
Falsacappa à l'acte I
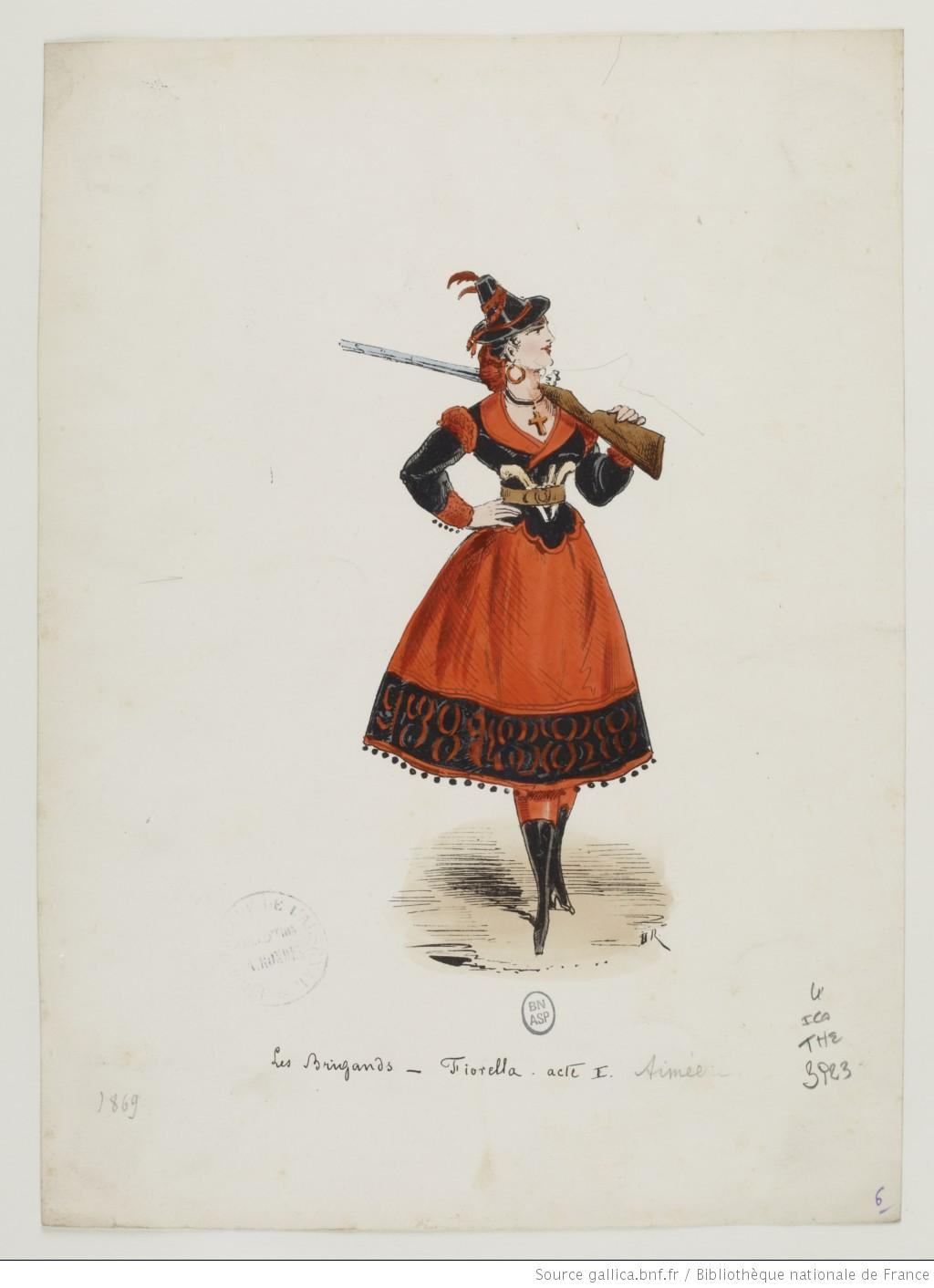
Fiorella à l'acte I
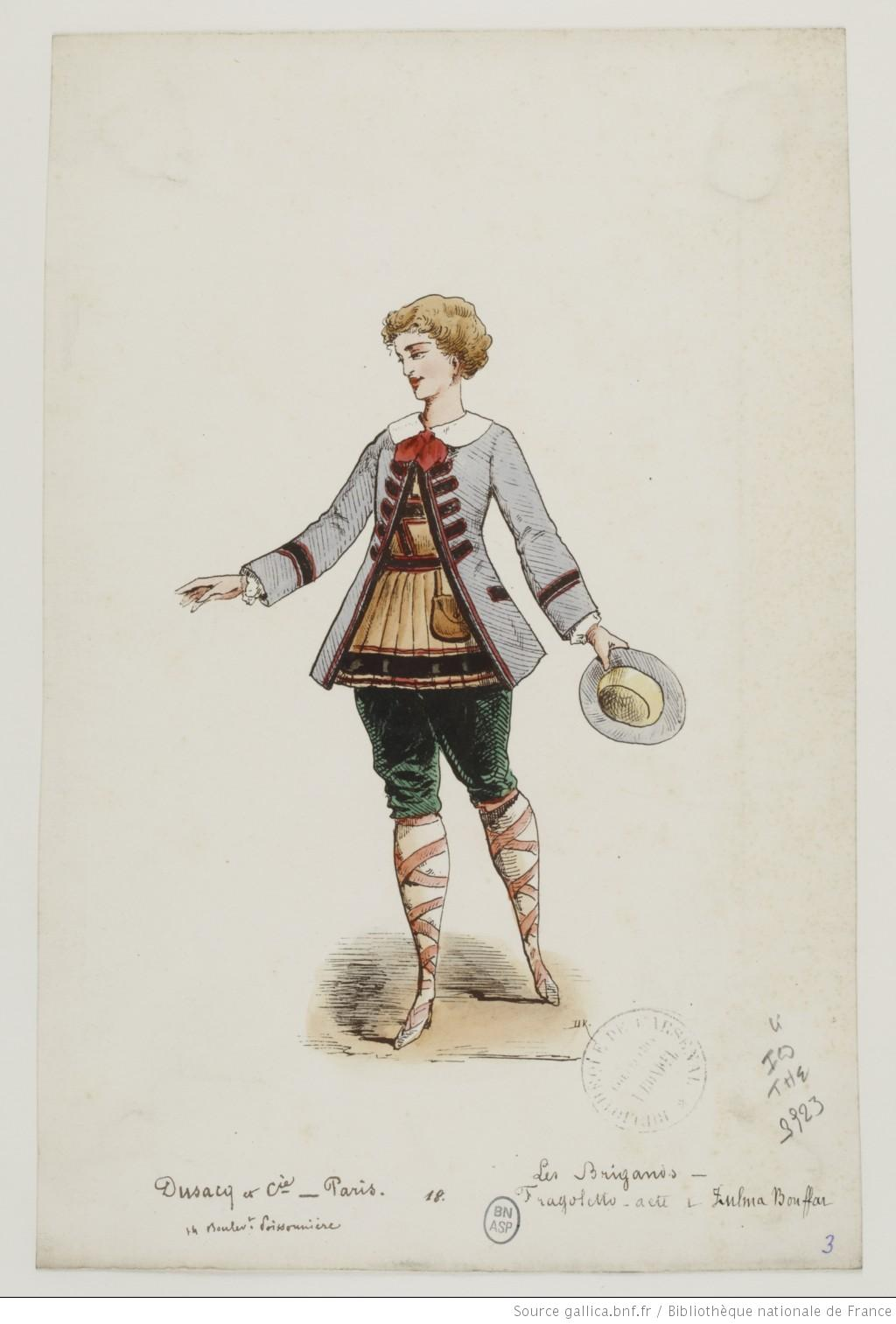
Fragoletto à l'acte I
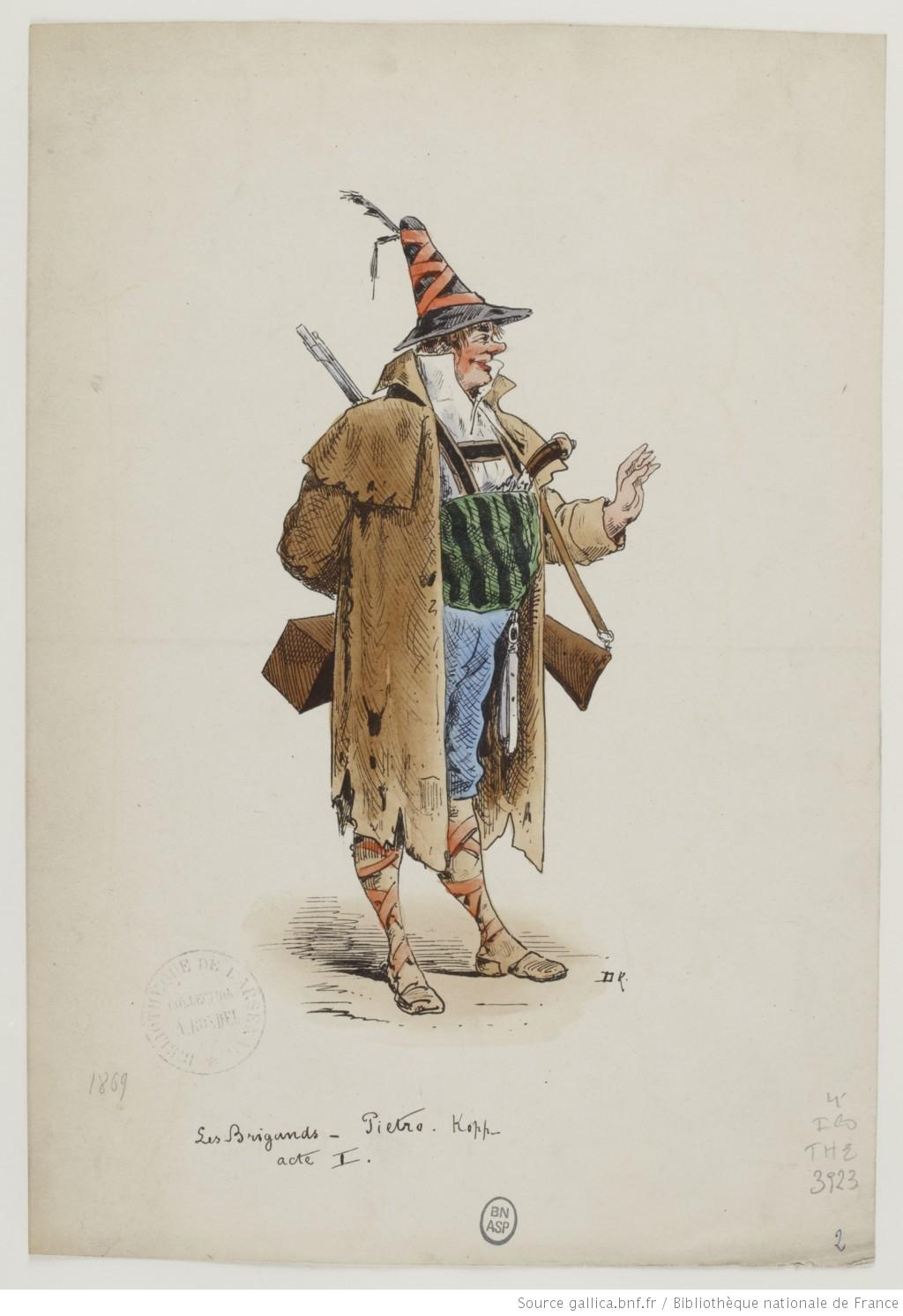
Pietro à l'acte I
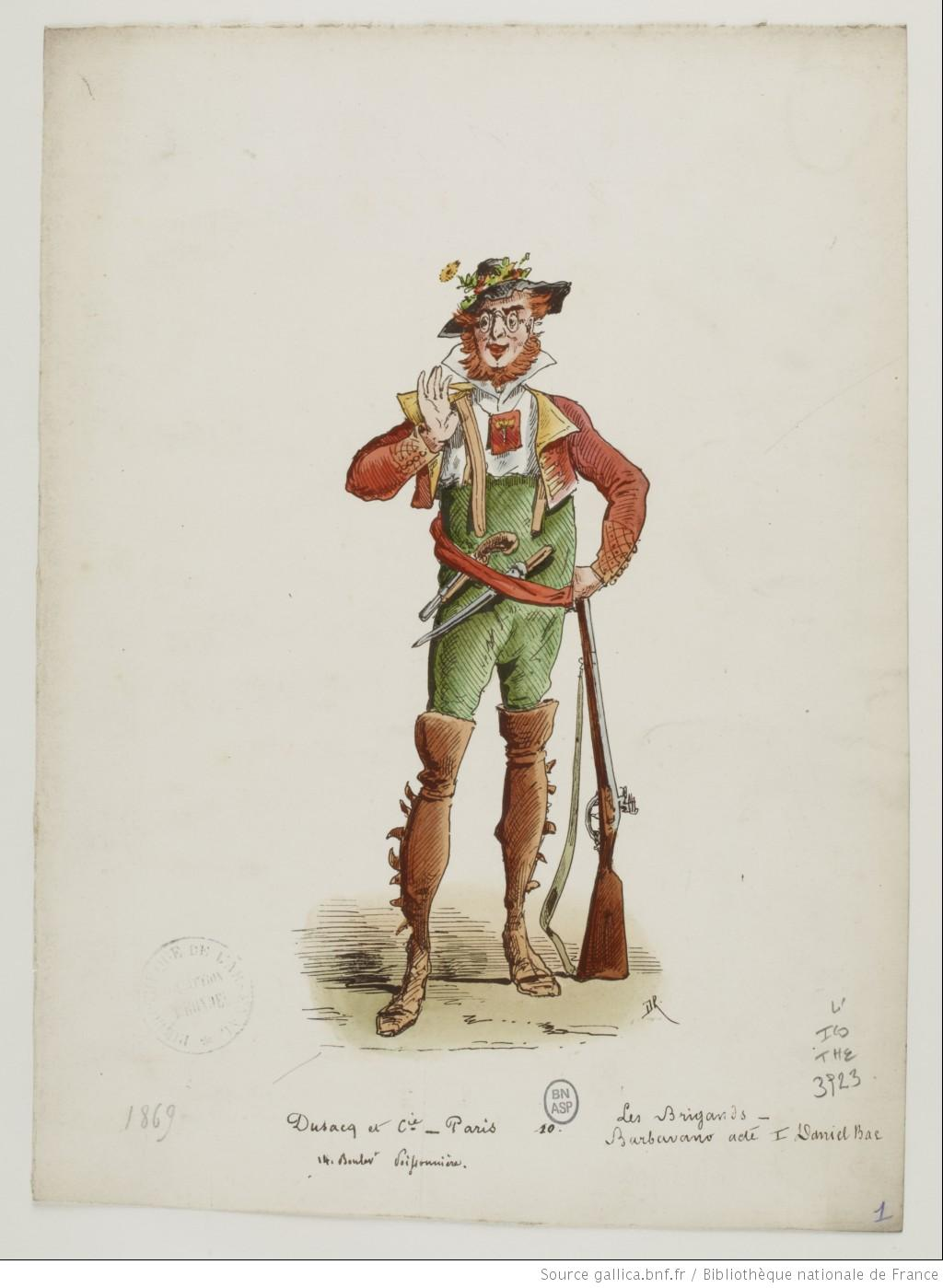
Barbavano à l'acte I
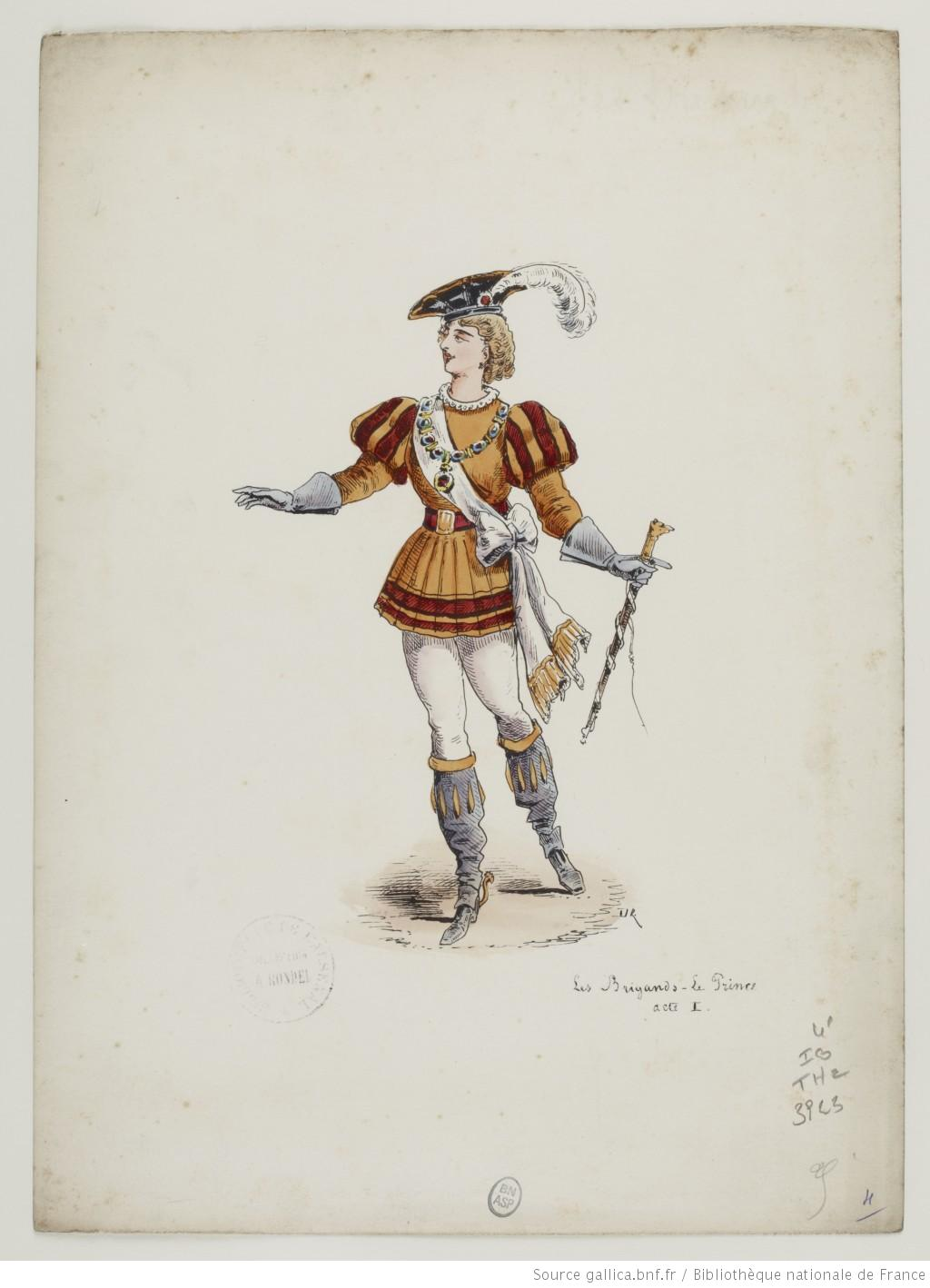
Le prince à l'acte I
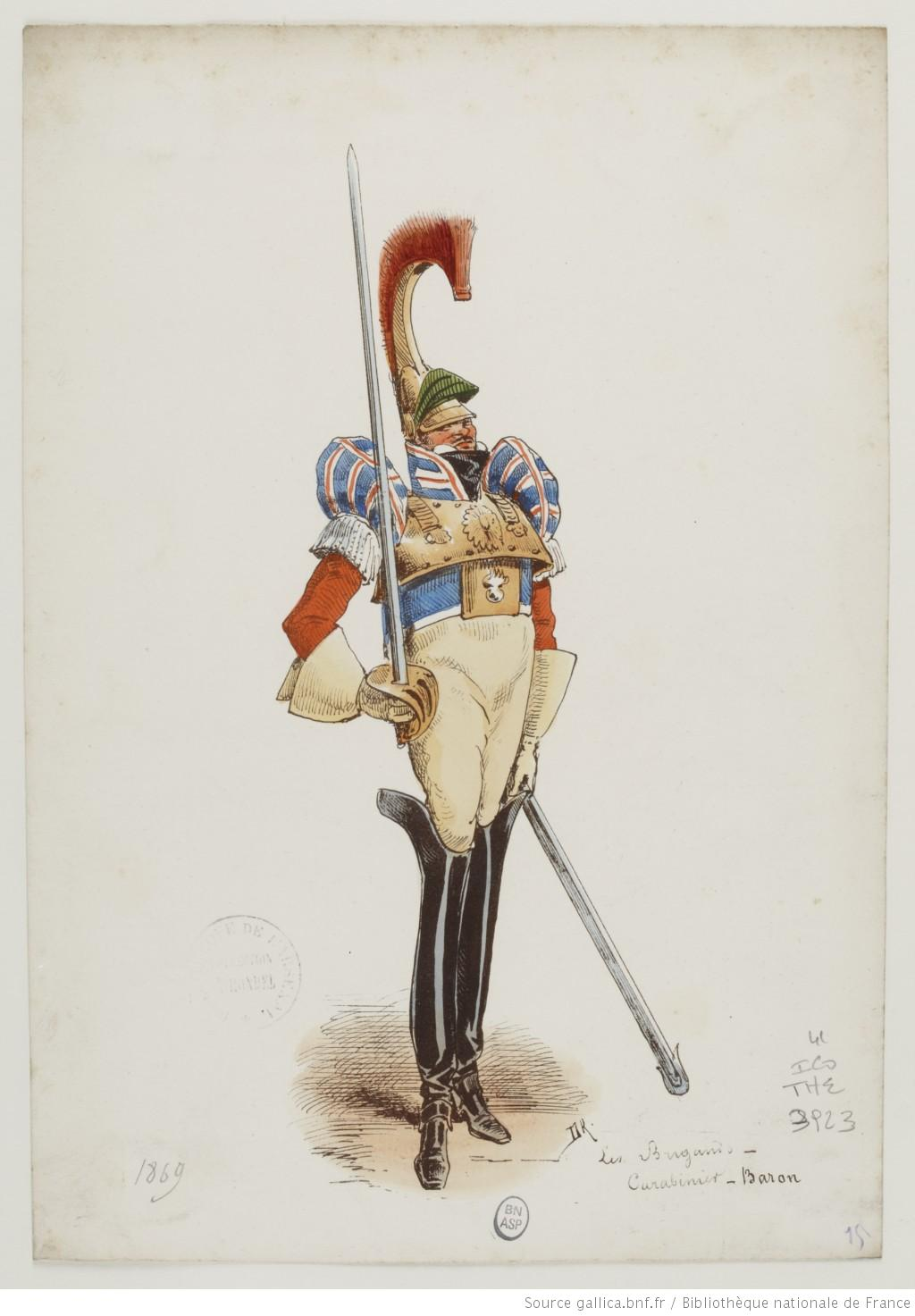
Le capitaine des Carabiniers
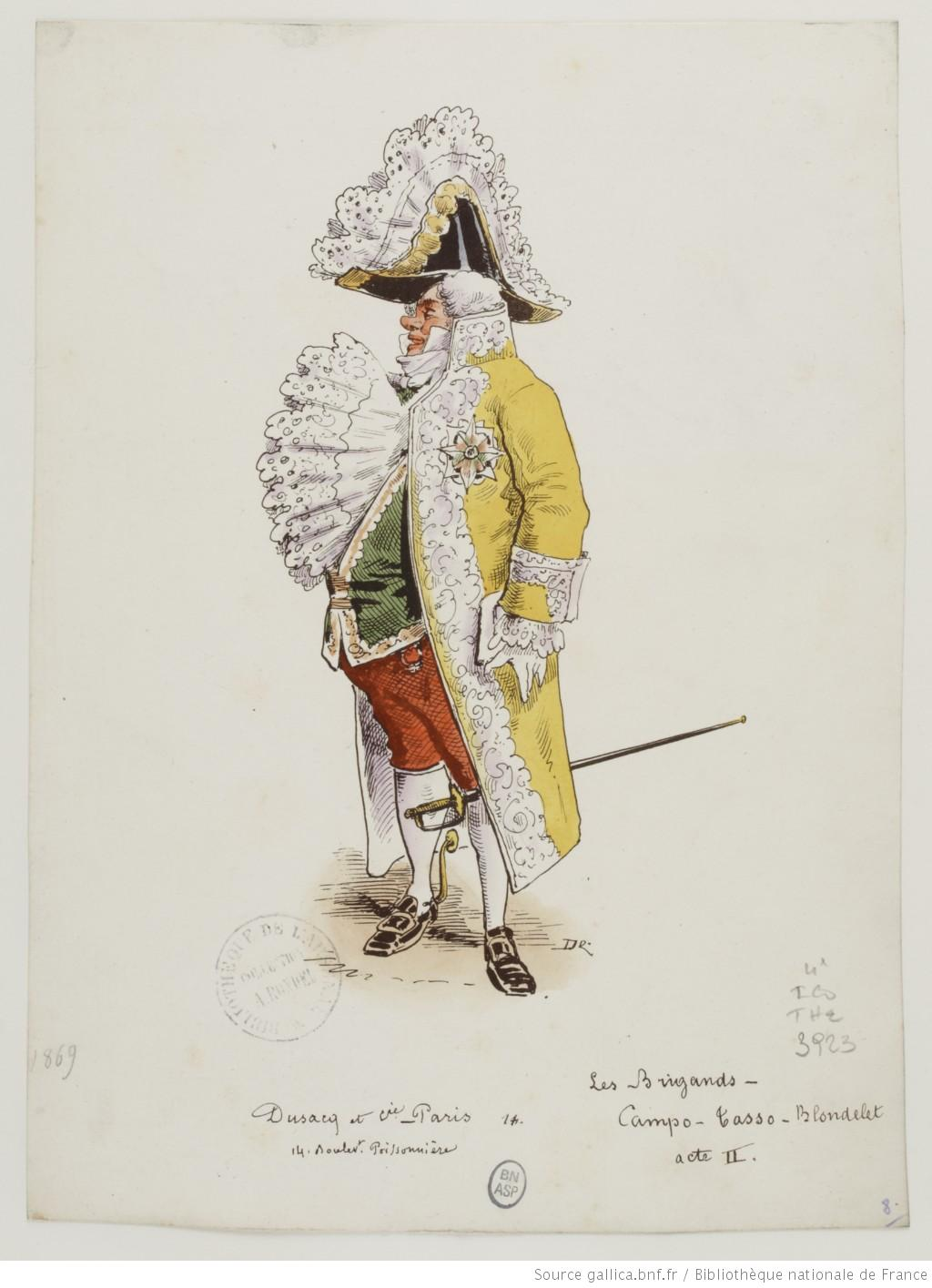
Campo-Tasso à l'acte II
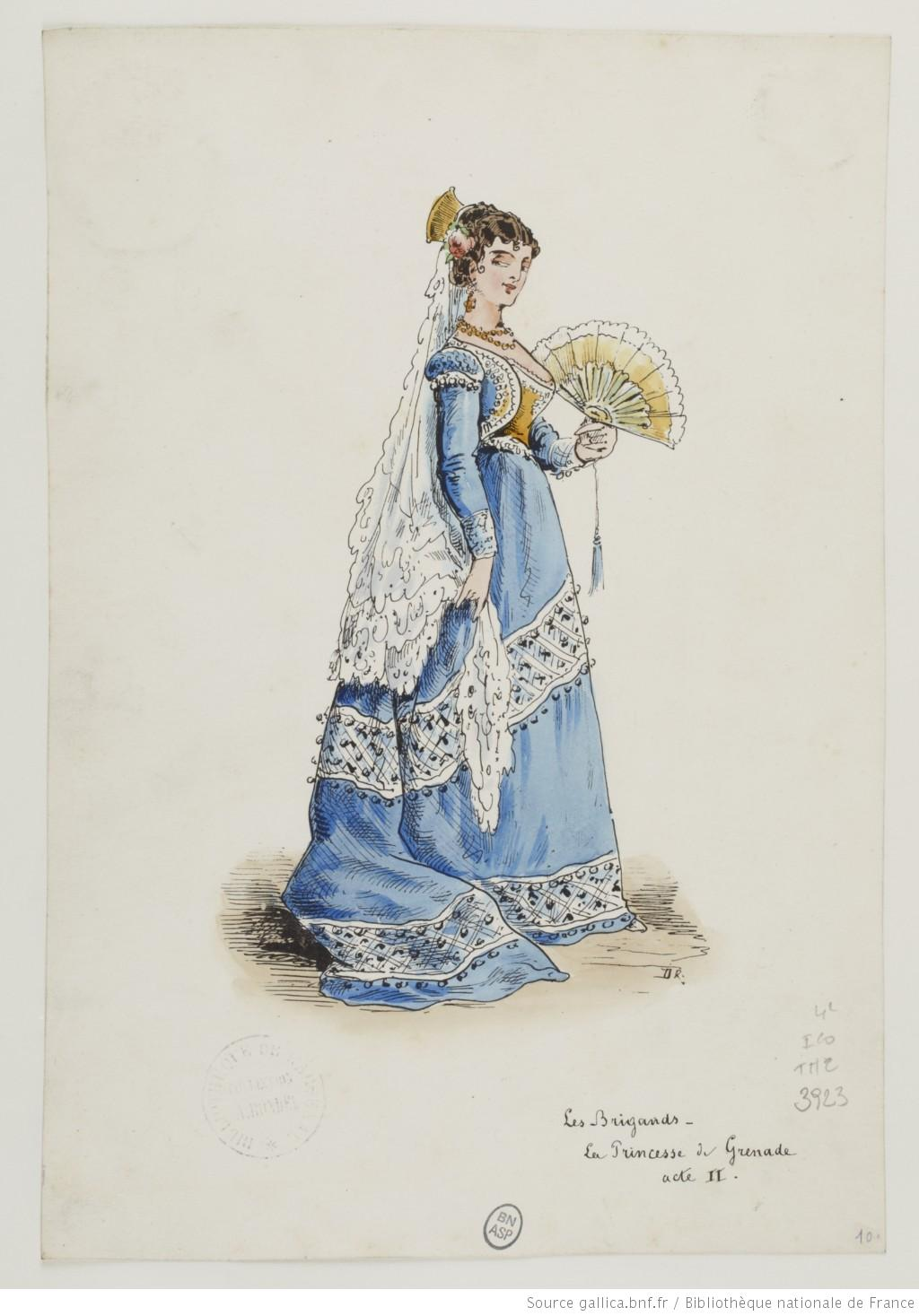
La princesse de Grenade à l'acte II
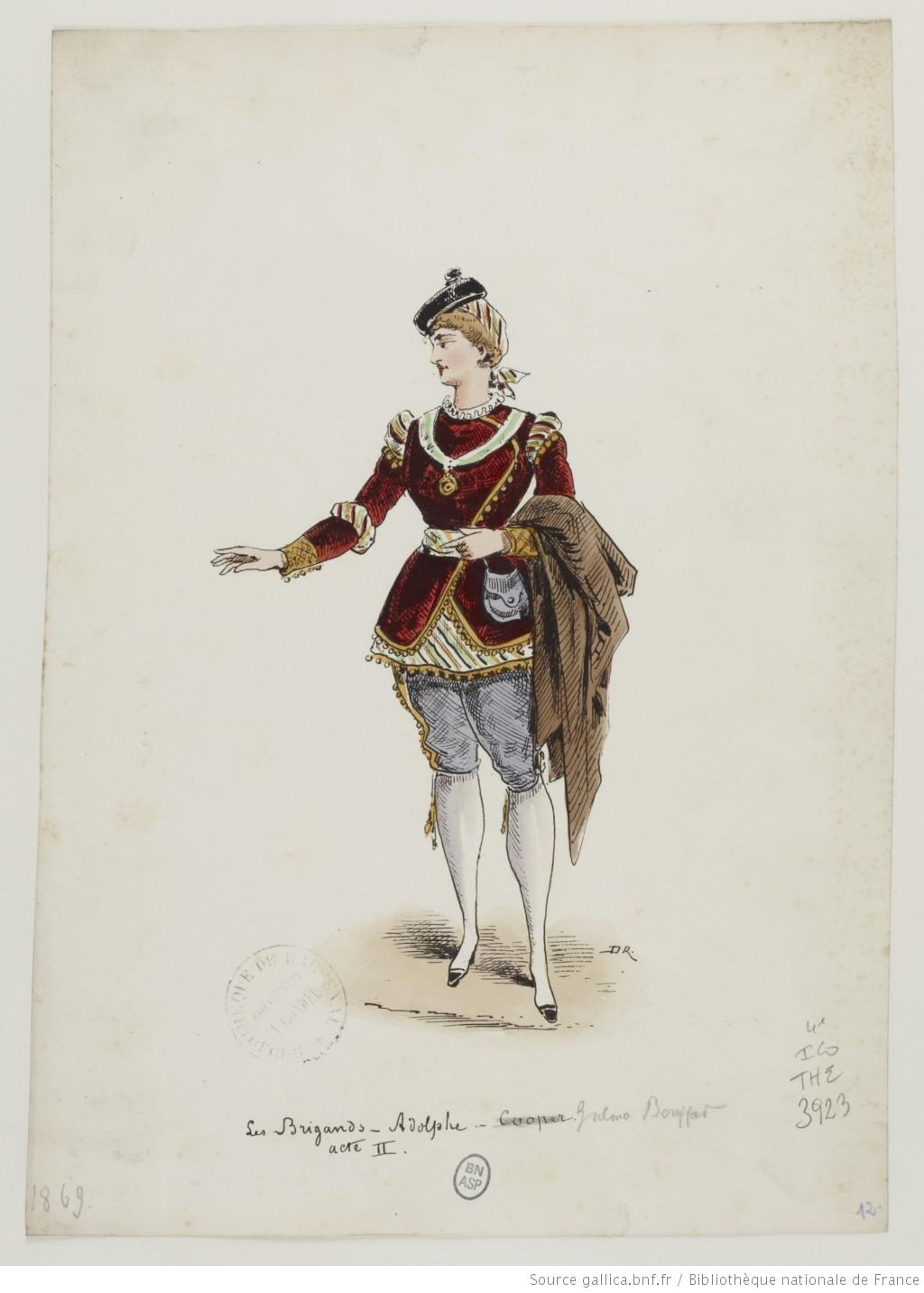
Adolphe de Valladolid à l'acte II
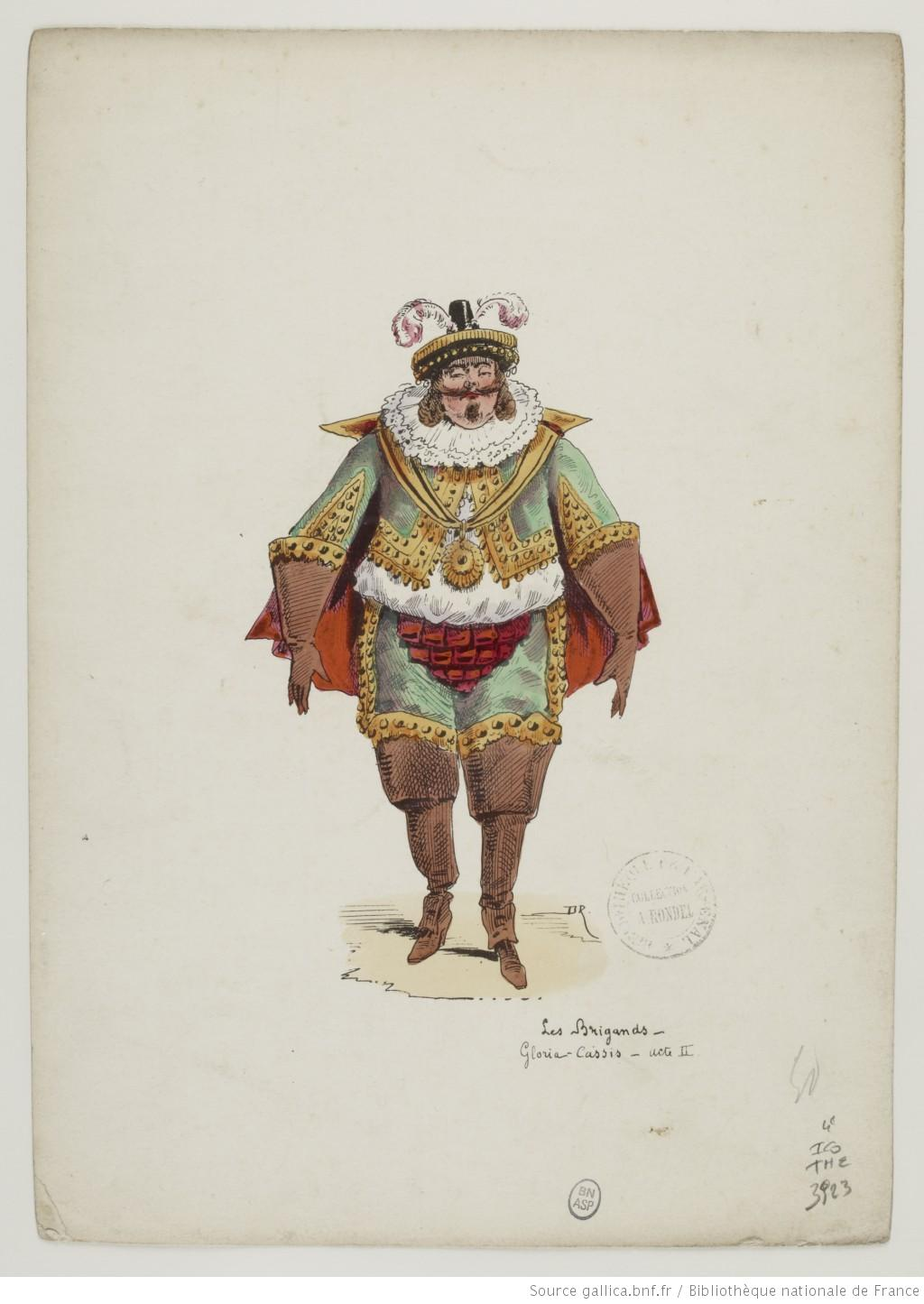
Gloria-Cassis à l'acte II
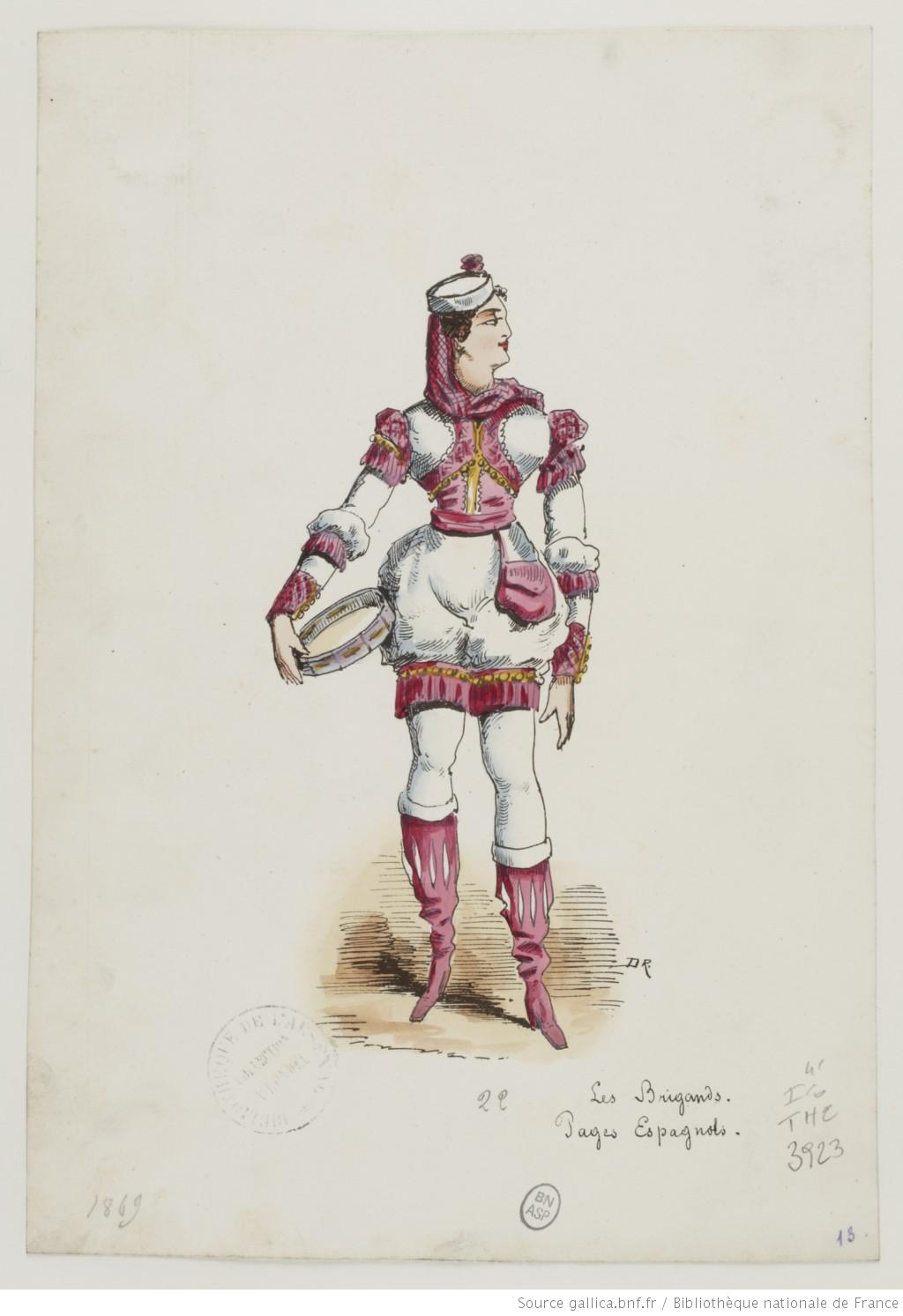
Les pages espagnols
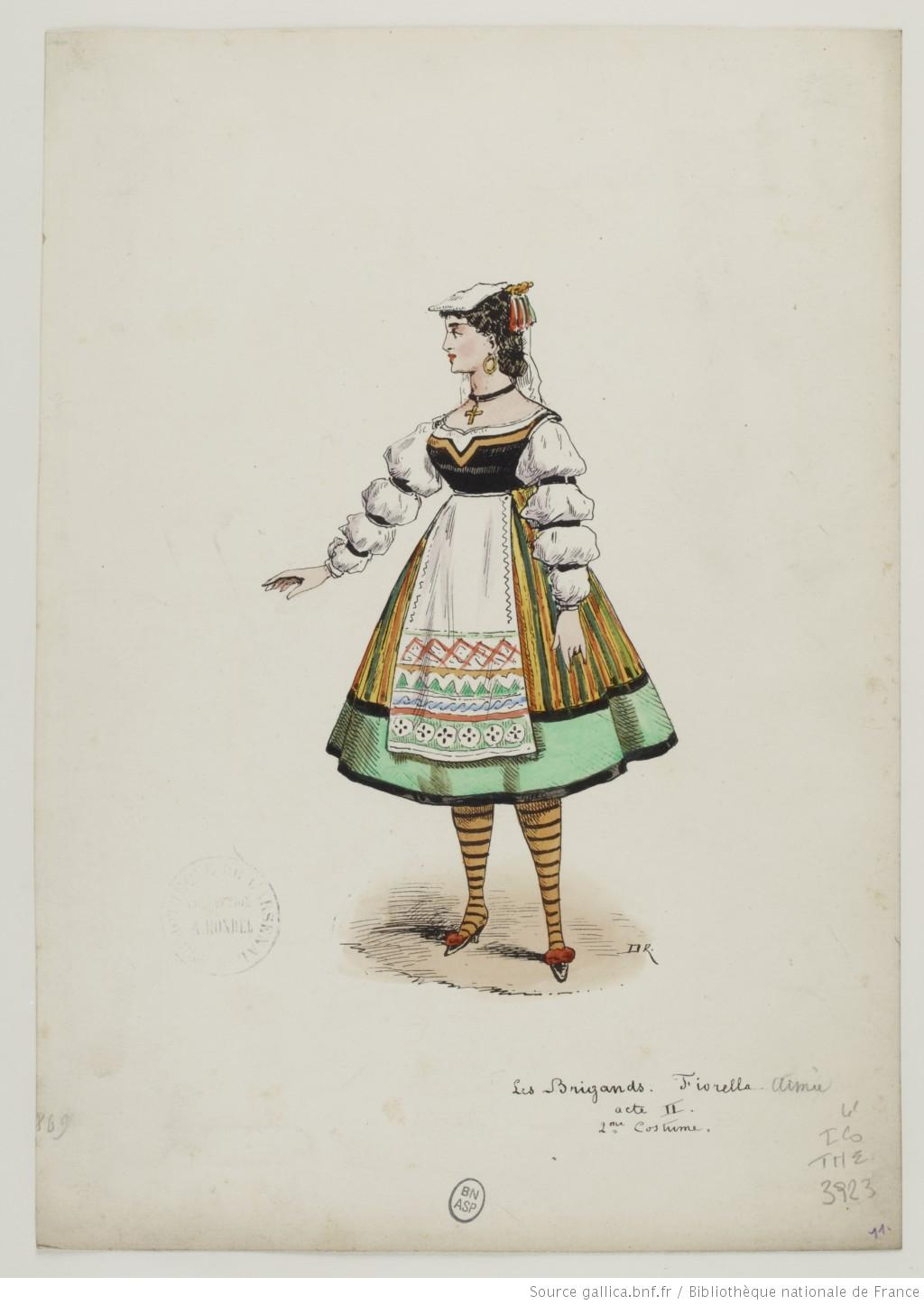
Fiorella à l'acte II
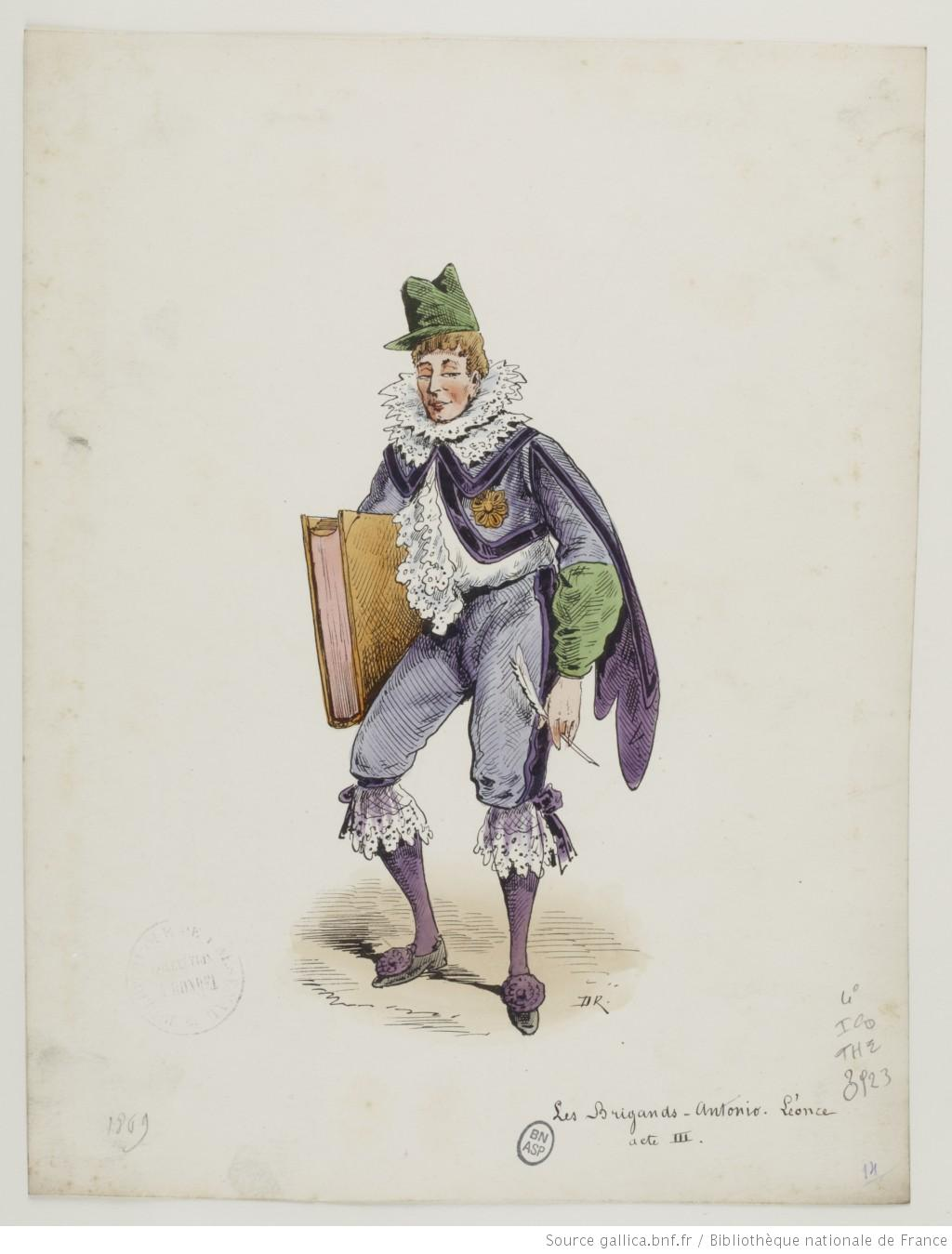
Antonio à l'acte III

### Créateurs
Malgré la réussite du duo Zulma Bouffar (Fragoletto) et Aimée (Fiorella) qui ont « chanté avec beaucoup de verve et de naturel », Le Figaro ne peut s’empêcher de noter l’absence d’Hortense Schneider : « Il y a deux premiers rôles de femmes dans Les Brigands : un seul eût suffi s’il se fût appelé Hortense Schneider. ».
Les rôles masculins n’émeuvent pas la critique à l’exception du « carabinier Baron, avec son bourdon, son casque et ses épaulettes ! C’est le triomphe de la charge qui traversa le théâtre. Que Paris goûte ou non Les Brigands de MM. Meilhac, Halévy et Offenbach, Paris voudra voir passer la patrouille des carabiniers commandée par le grand Baron ! »

### Succès
Le 12 décembre 1869, la recette de la soirée est de 5 501 francs, record du théâtre des Variétés, à l’époque, devant La Grande-Duchesse de Gérolstein. Elles se maintiennent au-dessus de 4 000 francs les jours suivants. Les vingt-cinq premières des Brigands produisent 116 635 francs soit une moyenne de 4 600 francs par représentation.
En remerciement de ce succès, les troupes de La Princesse de Trébizonde et des Brigands sont réunies le mercredi 23 février 1870 au Grand-Hôtel « où le maestro Offenbach leur [fait] les honneurs d’une fête gastronomique et chorégraphique dont il sera longtemps parlé dans l’histoire ».
Le 8 mars, « les Variétés annoncent les dernières représentations des Brigands. ». La 100e représentation a lieu le 18 mars. La dernière, et 107e représentation, est donnée le vendredi 25 mars 1870.

### En province
Les Brigands sont montés à Lille fin février 1870.

### À l’étranger
Les Brigands sont montés à Bruxelles fin février 1870, à Vienne le 13 mars 1870 et à Londres en 1871.

## Reprises à Paris
Alors que la France est en guerre depuis le 19 juillet 1870, Les Brigands sont repris du mercredi 3 août au lundi 15 août 1870. Le jour de la reprise, « comme intermède [patriotique], nous avons entendu La Marseillaise, Le Rhin allemand et des strophes de circonstances » note Gustave Lafargue.
Huit mois après l’armistice du 28 janvier 1871, le samedi 2 septembre 1871, la pièce est de nouveau reprise avec succès. Le Figaro relate :« Les Brigands ont eu hier un succès, plus grand, peut-être qu’à la première représentation. ».
Les Brigands sont régulièrement repris au théâtre des Variétés durant la décennie des années 1870. Jacques Offenbach s’en émeut en 1874 auprès du directeur : « la reprise des Brigands est une mauvaise reprise. Vous reprenez maintenant et Les Brigands et La Vie [Parisienne], pour boucher les trous, nous n’avons plus les bénéfices d’une vraie reprise. ».

## Version «féerie»

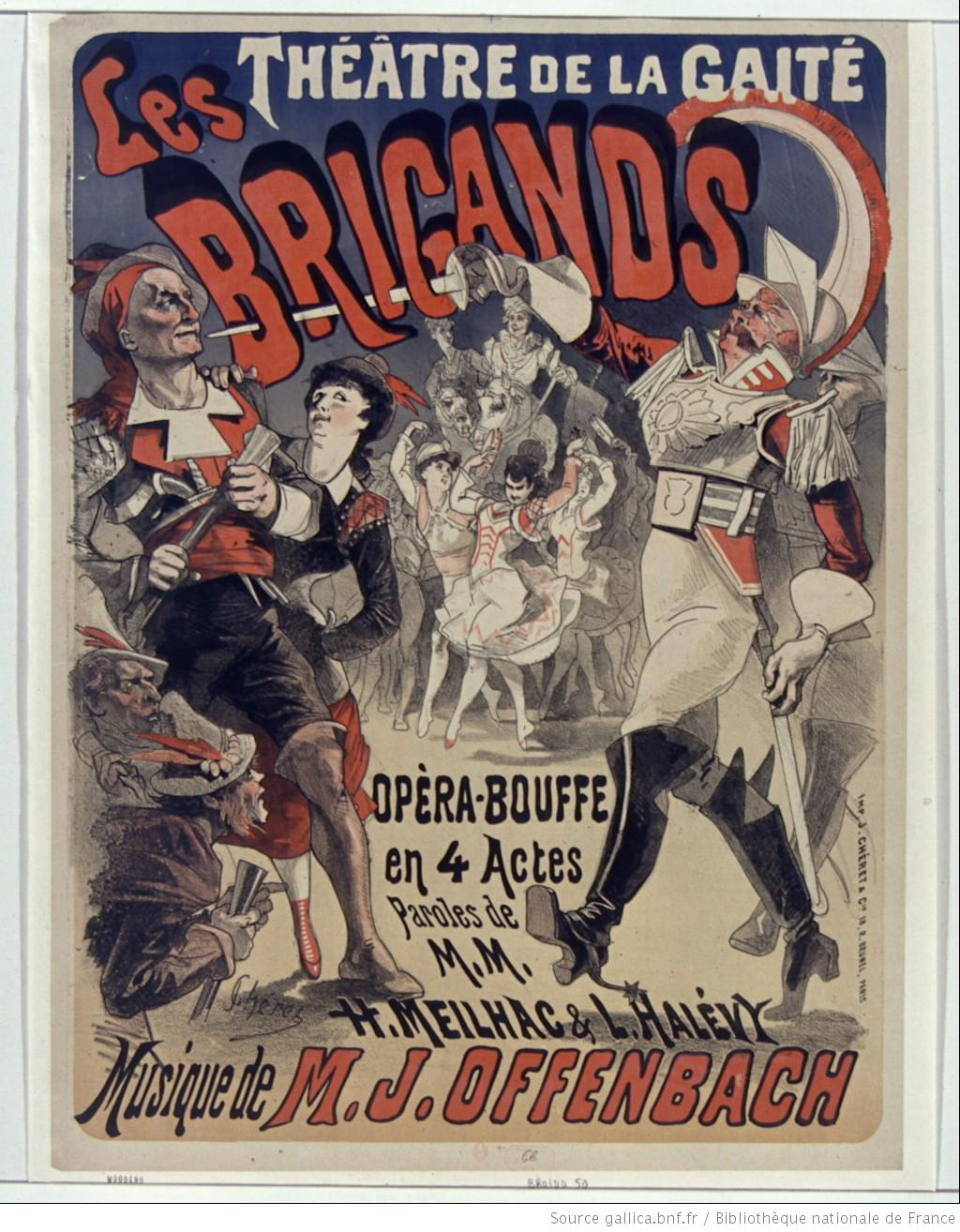
Affiche de Jules Chéret (1878)

Une nouvelle version des Brigands, désormais en 3 actes, et 4 tableaux, est montée au théâtre de la Gaîté le mercredi 25 décembre 1878.

### Livret
Pour cette reprise, les effectifs sur scène sont augmentés : « tout a dû naturellement prendre des proportions grandioses. ».

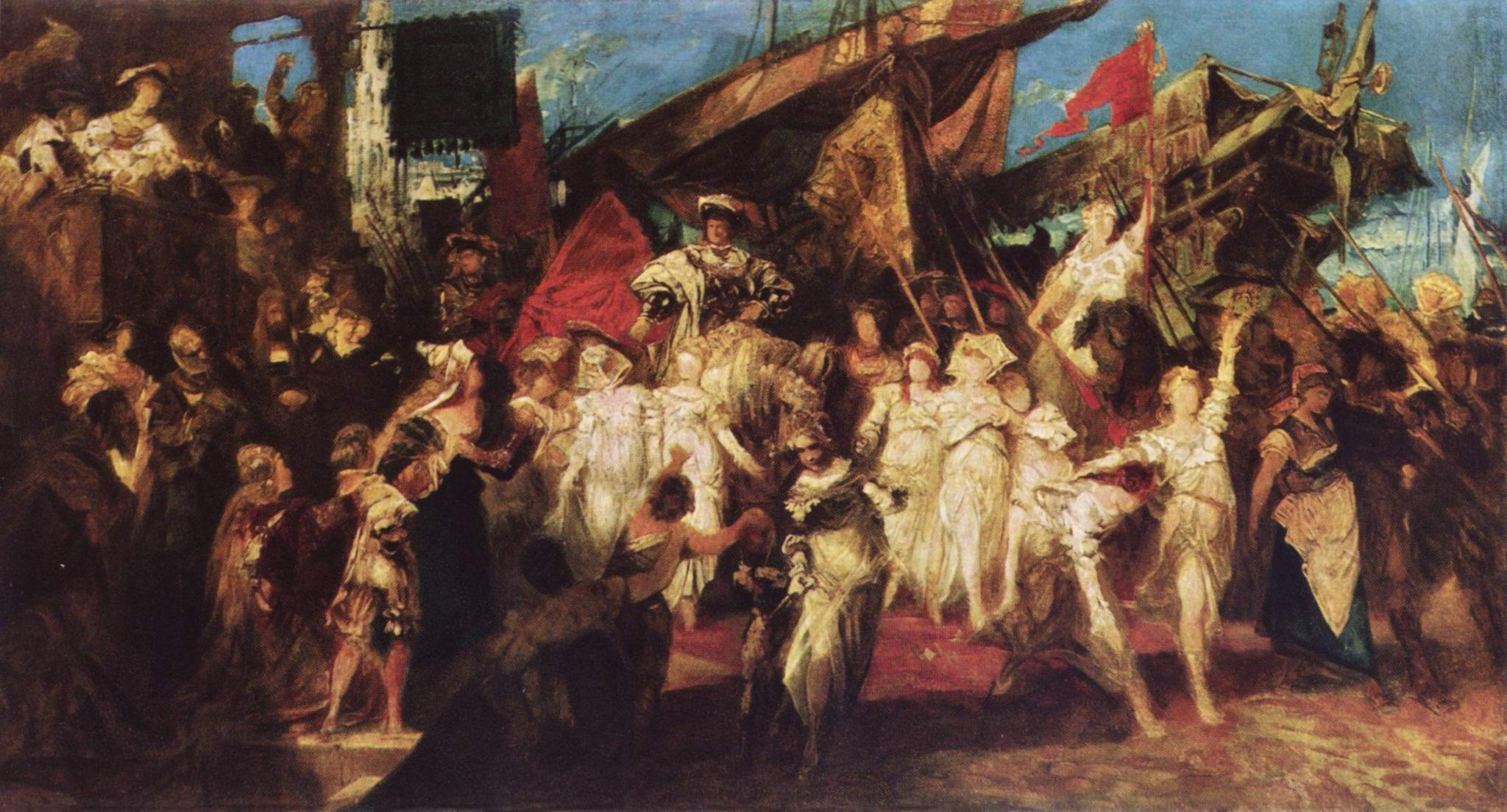
Entrée de Charles Quint à Anvers de Hans Makart (1878)

Le troisième acte est désormais composé de deux tableaux. Après avoir un moment hésité à mettre en scène un combat de taureaux repris du Don Quichotte de Victorien Sardou, le choix se porte sur un « cortège final, [qui] correspond au Charles-Quint du fameux tableau de Mackart. ». L’introduction de ce nouveau tableau fait dire à Auguste Vitu : « on a remplacé l’ancien dénouement, dont la rapidité faisait le principal mérite, par un défilé et une cavalcade dont le besoin ne se faisait pas absolument sentir. ».
L’intrigue est modifiée : « Falsacappa acceptant le billet de 1 000 francs du caissier Antonio, on se prépare à célébrer le mariage du prince et de Fiorella lorsque arrive la véritable ambassade de Grenade. Un changement à vue transporte l’action sur la grand-place de Mantoue que borde un arc de triomphe. (…) Le cortège défile, spectacle agrémenté d’un ballet (…) et d’une cavalcade. »

### Musique
Pour cette nouvelle version, Jacques Offenbach augmente l’orchestre qui atteint 52 musiciens. Il demande à Ludovic Halévy dans une lettre en janvier 1878 : « dis au chef d’orchestre de la Gaîté que j’ai besoin de compléter l’orchestration des Brigands en ajoutant un hautbois, un basson, 2 cors et 2 trombones. ».
Il « compose trois ballets : un premier à la fin du premier acte [“brigandes au clair de lune”], un ballet “espagnol” au deuxième acte et un dernier [“des Italiennes”] » au deuxième tableau du troisième acte.
Il ajoute aussi un air pour Fiorella  en reprenant La Malagueña [no 15] de son opéra bouffe Maître Péronilla créé moins d’un an auparavant le 13 mars 1878.

### Scénographie
Le spectacle est monté avec tout le faste que demande une féerie. « Parmi les innombrables costumes qu’il a fallu exécuter pour tout ce monde, ceux des ballets surtout ont été remarqués. Les costumes du divertissement espagnol du second acte offrent à l’œil un charmant fouillis de couleurs claires de différents tons. C’est gai, chatoyant, et surtout fort gracieux. »
Jean-Baptiste Lavastre crée le décor du premier acte, Joseph-Antoine Lavastre et Eugène Carpezat créent les décors du deuxième acte et du premier tableau du troisième acte, Eugène Fromont dessine le dernier décor. Pour ce dernier tableau, Le Gaulois affirme, peut-être à tort, que le décor est repris de Le Roi Carotte, un opéra bouffe-féerie de Jacques Offenbach a créé dans ce même théâtre en 1872.

### Accueil
La première est un « immense succès de directeur, d’auteurs et d’artistes ! ».
Le Gaulois note le soir de la première : « La musique de la partition primitive se retrouve là tout entière, revue, corrigée, augmentée. Elle est absolument aussi fraîche que le premier jour, et chacun sait que les Brigands sont de la belle et bonne époque d’Offenbach. ».
Parmi les acteurs, seul Léonce retrouve son rôle de caissier.
Laurence Grivot qui tient le rôle de Fragoletto est particulièrement appréciée : « elle est gaie, intelligente et spirituelle. » note Le Figaro. Sa Saltarelle [no 6] est bissée le jour de la première.
Le Gaulois conclut : « Christian, Mme Peschard, le couple Grivot, et vingt autres rivalisent de talent et de gaieté. C’est un entrain, un diable-au-corps, qui part du chef d’orchestre pour arriver, toujours grandissant, du dernier choriste à Christian Falsacappa lui-même. ».
Le spectacle, prévu à 20 heures, se termine à une heure moins le quart ! Jacques Offenbach, malade, ne dirige pas la représentation, mais, le soir même, il « remercie ses “chers artistes” de leur zèle, de leur dévouement et “du travail surhumain” des répétitions. “Il fallait, ajoute-t-il, tout votre courage pour arriver aussi vite et aussi sûrement”. ».
Malgré ce bon accueil, cette deuxième version des Brigands ne sera jouée que 34 fois jusqu’à la dernière le 9 février 1879. Du vivant de Jacques Offenbach, ce sera sa dernière œuvre à être donnée au théâtre de la Gaîté.

## Créateurs
| Rôle                                                             | Tessiture                     | Créateur (Théâtre des Variétés, 10 décembre 1869) |
| ---------------------------------------------------------------- | ----------------------------- | ------------------------------------------------- |
| Falsacappa, chef de brigands                                     | ténor                         | José Dupuis                                       |
| Fragoletto, jeune fermier                                        | mezzo-soprano (rôle travesti) | Zulma Bouffar                                     |
| Pietro, confident et sous-chef de Falsacappa                     | ténor                         | Kopp                                              |
| Antonio, caissier du duc de Mantoue                              | ténor                         | Léonce                                            |
| Le comte de Gloria-Cassis, chambellan de la princesse de Grenade | ténor                         | Gourdon                                           |
| Le baron de Campotasso, premier écuyer du duc de Mantoue         | ténor                         | Charles Blondelet                                 |
| Le duc de Mantoue                                                | ténor                         | Lanjallais                                        |
| Le chef des carabiniers du duc de Mantoue                        | basse                         | Baron                                             |
| Carmagnola, brigand                                              | ténor                         | Gobin                                             |
| Pipo, aubergiste                                                 | ténor                         | Boulangé                                          |
| Adolphe de Valladolid, premier page de la princesse de Grenade   | ténor                         | Cooper                                            |
| Barbavano, brigand                                               | basse                         | Daniel Bac                                        |
| Domino, brigand                                                  | ténor                         | Bordier                                           |
| Le précepteur de la princesse de Grenade                         | basse                         | Videix                                            |
| Un courrier / Un huissier                                        | rôle parlé                    | Millaux                                           |
| Fiorella, fille de Falsacappa                                    | soprano                       | Aimée                                             |
| La princesse de Grenade                                          | soprano                       | Lucciani                                          |
| Zerlina, paysanne                                                | soprano                       | Julia H                                           |
| Fiammetta, paysanne                                              | soprano                       | Bessy                                             |
| La duchesse                                                      | soprano                       | Alice Regnault                                    |
| La marquise                                                      | mezzo-soprano                 | Gravier                                           |
| Bianca, paysanne                                                 | mezzo-soprano                 | Oppenheim                                         |
| Cicinella, paysanne                                              | mezzo-soprano                 | Douard                                            |
| Pipetta, fille de Pipo                                           | soprano                       | Génat                                             |
| Pipa, femme de Pipo                                              | mezzo-soprano                 | Léonie                                            |

## Argument
Version de 1869 en 3 actes.

### Acte I
Paysage à la Salvator Rosa.
Falsacappa, chef de brigands, déguisé en ermite, amène dans son repaire quelques paysannes. Mais cela ne suffit pas à sa troupe de voleurs qui trouve que le brigandage ne rapporte pas suffisamment. Fiorella offre à son père Falsacappa, dont c’est la fête, un portrait d’elle. Les brigands viennent interrompre ce moment familial en amenant Fragoletto, un jeune fermier que Falsacappa a vandalisé la semaine précédente, et qui vient pour se faire enrôler dans la bande. Il vient aussi pour retrouver la belle Fiorella qu’il n’a pas quittée des yeux pendant le cambriolage et qu’il demande en mariage. Falsacappa accepte sa candidature s’il réussit son premier coup de brigand. Alors que l’ensemble des brigands les accompagne, un jeune prince, le duc de Mantoue, perdu dans la montagne, rencontre Fiorella. Devant son charme, elle l’invite à fuir au plus vite pour ne pas tomber dans les mains de son père et de la bande. Fragoletto revient de sa chasse ayant capturé un « courrier de cabinet » transportant le portrait de la princesse Grenade qu’il doit amener au prince de Mantoue, son futur. Ce portrait est accompagné d’une dépêche qui signale que la cour de Mantoue doit trois millions à la cour de Grenade et qu’ils « seront remis à la personne qui accompagnera la princesse ». Falsacappa a un plan : sa bande va prendre la place de la cour espagnole. Sa fille prendra la place de la princesse de Grenade, et ils iront récupérer les trois millions à la cour de Grenade. Il relâche le courrier après avoir échangé le portrait de la princesse par celui de sa fille Fiorella. Fragoletto est reçu en tant que deuxième bras droit de Falsacappa lors d’une cérémonie interrompu par le passage de carabiniers dont le « bruit de bottes » permet aux brigands de se cacher avant de reprendre leurs festivités.

### Acte II

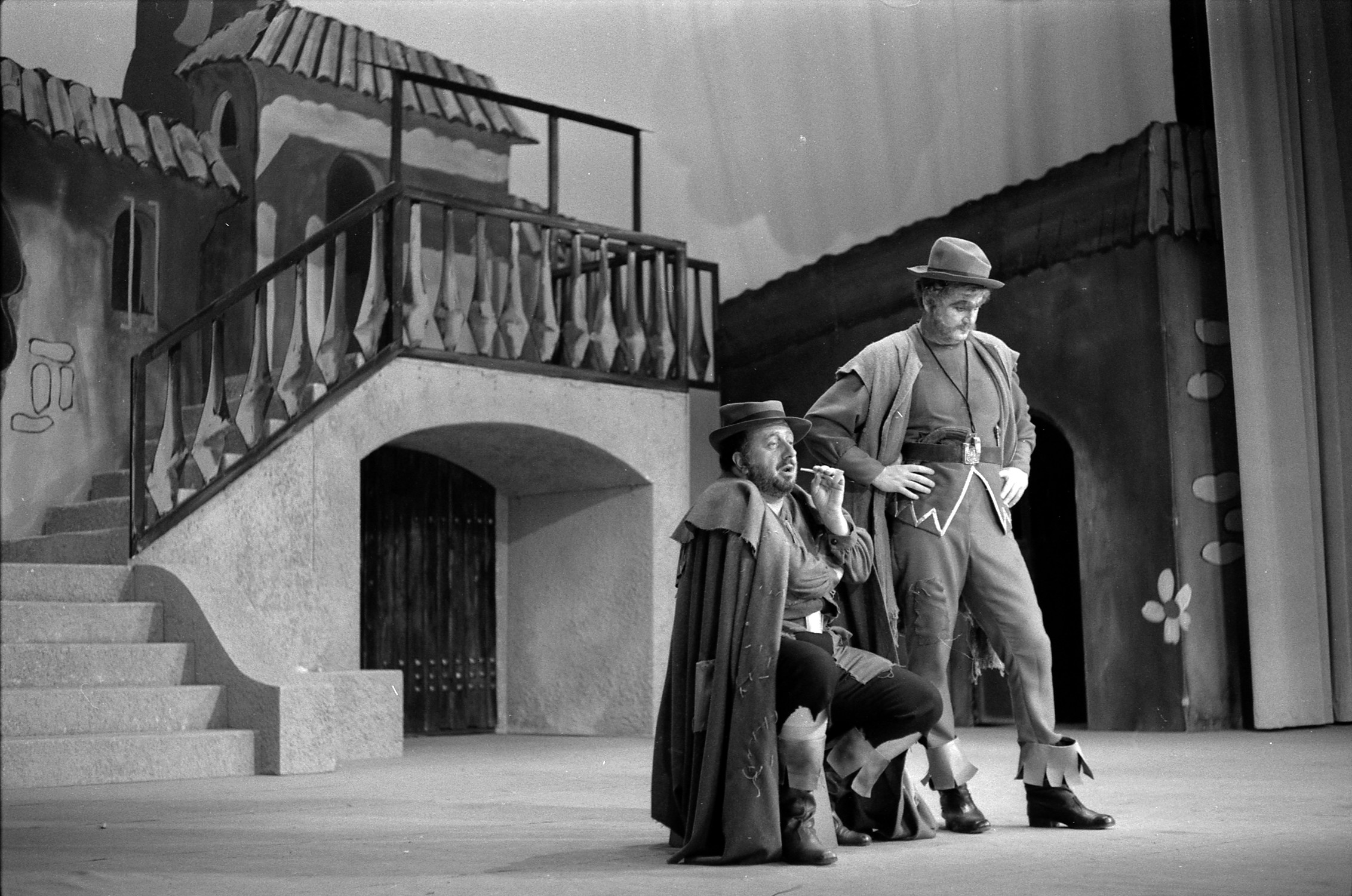
Représentation des Brigands, Théâtre du Capitole de Toulouse, 1970.

Devant une auberge à la frontière entre l’Espagne et l’Italie.
Pipo, l’aubergiste, et ses marmitons attendent leurs clients. Les brigands déguisés en mendiants les capturent et les enferment dans la cave de l’auberge. Fiorella accepte de prendre part au plan de son père en échange de son mariage avec Fragoletto. Les brigands se déguisent en marmitons pour accueillir l’ambassade de Mantoue, composée du baron de Compotasso et du Capitaine des Carabiniers et de ses hommes. Ils sont eux aussi enfermés dans la cave de l’auberge : Falsacappa prend le costume du Capitaine des Carabiniers tandis que Pietro prend celui du baron de Compotasso. L’ambassade de Grenade arrive, composée du comte de Gloria-Cassis, de la princesse de Grenade, de son précepteur, d’Adolphe de Valladolid, son page. Ils sont eux aussi enfermés dans l’auberge. Alors que les brigands, déguisés avec les vêtements de la cour de Grenade, s’apprêtent à partir vers Mantoue, Pipo parvient à lancer l’alerte. La cour de Grenade s’affole et pense être sauvée par les Carabiniers mais ceux-ci sortent de la cave… saouls !

### Acte III
Chez le duc de Mantoue.
Le prince dit adieu à ses dames d’honneur, car il est obligé par la raison d’État de se marier. Il demande à son caissier de régler quelques notes de ces dames et de préparer les trois millions dus à la cour de Grenade. Le caissier ne réplique pas, mais il ne reste plus que 1 283 francs et 25 centimes dans sa caisse – le reste, il l’a mangé avec des femmes. La cour de Mantoue accueille les brigands qui ont pris les apparences de l’ambassade de Grenade. Falsacappa qui joue le rôle du comte de Gloria-Cassis demande au caissier les trois millions. Ce dernier espère lui faire acheter son silence par un billet de 1 000 francs, mais Falsacappa réclame le reste. Voyant qu’il a affaire à un homme honnête, le caissier lui annonce qu’il ne peut le payer. Devant le bruit de la colère de Falsacappa, la cour arrive et la fausse ambassade arrive sur les lieux, un huissier annonce alors une « seconde ambassade de Grenade ». Les brigands sont démasqués, mais Fiorella obtient le pardon du prince dont elle a sauvé la vie auparavant. Le prince ordonne l’amnistie, Gloria-Cassis se satisfait du billet de 1 000 francs qu’il gardera pour lui. Quant aux brigands, ils décident de devenir d’honnêtes gens pour ne plus frissonner « en entendant les bottes des carabiniers ! ».

## Partition
D'après le piano-chant Colombier publié en 1870.
| N°       | Titre                            |                                  |                                       |
| -------- | -------------------------------- | -------------------------------- | ------------------------------------- |
| Acte I   |                                  |                                  |                                       |
|          | Ouverture                        |                                  |                                       |
| 1        | Introduction                     | A. Chœur des brigands            |                                       |
|          |                                  | B. Couplets des jeunes filles    |                                       |
|          |                                  | C. Couplets de Falsacappa        |                                       |
|          |                                  | D. Strette                       |                                       |
| 1 bis    | Mélodrame                        | Mélodrame                        |                                       |
| 2        | Couplets de Fiorella             | Couplets de Fiorella             |                                       |
| 3        | Morceau d'ensemble               | Morceau d'ensemble               | « Nous avons pris ce petit homme »    |
| 4        | Couplets                         | Couplets                         | « Quand tu me fis l'insigne honneur » |
| 4 bis    | Chœur de sortie                  | Chœur de sortie                  |                                       |
| 5        | Rondo                            | Rondo                            | « Après avoir pris à droite »         |
| 6        | Saltarelle                       | Saltarelle                       | « Falsacappa voici ma prise »         |
| 6 bis    | Mélodrame                        | Mélodrame                        |                                       |
| 7        | Finale                           | A. Chœur de la réception         |                                       |
|          |                                  | B. Couplets                      |                                       |
|          |                                  | C. Orgie                         |                                       |
|          |                                  | D. Chœur des carabiniers         |                                       |
|          |                                  | E. Strette                       |                                       |
| Acte II  |                                  |                                  |                                       |
| 8        | Entr'acte                        | Entr'acte                        |                                       |
| 9        | Chœur                            | Chœur                            | « Les fourneaux sont allumés »        |
| 9 bis    | Sortie                           | Sortie                           |                                       |
| 10       | Canon                            | Canon                            | « Soyez pitoyables »                  |
| 11       | Duetto du notaire                | Duetto du notaire                |                                       |
| 11 bis   | Chœur de sortie                  | Chœur de sortie                  |                                       |
| 12       | Trio des marmitons               | Trio des marmitons               |                                       |
| 13       | Chœur et mélodrame               | Chœur et mélodrame               |                                       |
| 14       | Chœur et couplets de l'ambassade | Chœur et couplets de l'ambassade |                                       |
| 15       | A. Chœur                         | A. Chœur                         |                                       |
|          | B. Mélodrame et scène            |                                  |                                       |
|          | C. Couplets des Espagnols        |                                  |                                       |
| 16       | Couplets                         | Couplets                         | « Pourquoi l'on aime »                |
| 17       | Final                            | A. Chœur                         |                                       |
|          |                                  | B. Ensemble                      |                                       |
|          |                                  | C. Scène                         |                                       |
|          |                                  | D. Strette                       |                                       |
| Acte III |                                  |                                  |                                       |
| 18       | Entr'acte                        | Entr'acte                        |                                       |
| 19       | A. Chœur de fête                 | A. Chœur de fête                 |                                       |
|          | B. Couplets du prince            |                                  |                                       |
| 19 bis   | Chœur de sortie                  | Chœur de sortie                  |                                       |
| 20       | Couplets du caissier             | Couplets du caissier             |                                       |
| 21       | Morceau d'ensemble               | Morceau d'ensemble               |                                       |
| 21 bis   | Chœur de sortie                  | Chœur de sortie                  |                                       |
| 22       | Final                            | Final                            |                                       |

Version germanophone
Le piano-chant Die Banditen paru dans les années 1870 aux éditions Berlin & Posen / Ed. Bote & Bock présente plusieurs différences avec l'édition parisienne :
- Le solo de cor dans l’Introduction (no 1) est présent sous deux versions dont l'une est la version parisienne.
- Les numéros 6 bis, 9 bis et 21 bis sont absents du piano-chant.
- Le Trio des marmitons (no 13) est lui aussi absent.

## Postérité
- D’après une anecdote publiée en 1875, le chœur des carabiniers « Nous sommes les carabiniers, / La sécurité des foyers ; / Mais, par un malheureux hasard, / Au secours des particuliers / Nous arrivons toujours trop tard » aurait été inspiré aux librettistes par une remarque du régisseur lors d’une répétition. Alors les carabiniers devaient entrer pour se battre contre les brigands, il aurait crié « Trop tard, les carabiniers ! »[55]. La locution « arriver comme les carabiniers » devient emblématique et populaire : elle est présente dans Le Larousse du XXe siècle[56] et Hergé la place dans la bouche du Capitaine Haddock dans son album Les Bijoux de la Castafiore[57].

## Reprises notables
- Les Brigands, Théâtre du Capitole à Toulouse le 1er janvier 1970.
- Les Brigands, à l'Opéra Bastille de l'Opéra de Paris, en 1993 (mise en scène de Jérôme Deschamps)
- Les Brigands par Oya Kephale, au Théâtre Armande Béjart d'Asnières-sur-Seine, du 28 novembre au 20 décembre 1997
- Les Brigands à l'Opéra-Comique de Paris du 22 juin au 2 juillet 2011[15]
- Les Brigands par Oya Kephale, au Théâtre Armande Béjart d'Asnières-sur-Seine, du 23 au 31 mai 2014
- Les Brigands par Oya Kephale, au Théâtre Armande Béjart d'Asnières-sur-Seine, du 12 au 19 mai 2023
- Les Brigands par Les Tréteaux Lyriques au Théâtre du Gymnase de Paris, du 12 janvier au 4 février 2024
- Les Brigands au Palais Garnier de l'Opéra de Paris, du 21 septembre 2024 au 12 juillet 2025 (mise en scène de Barrie Kosky)

## Galerie
- Les Brigands, Théâtre du Capitole à Toulouse le 1er janvier 1970.

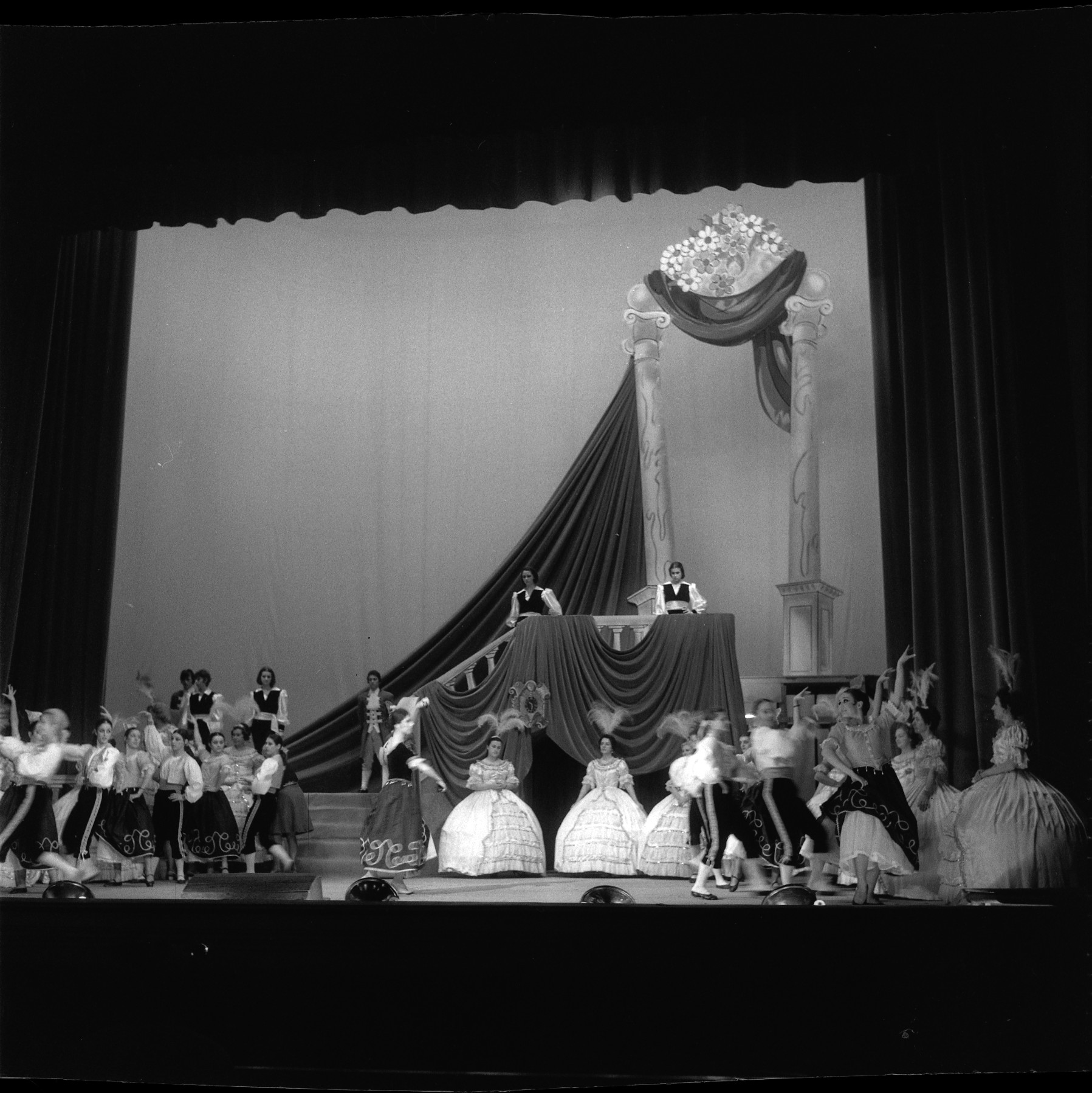
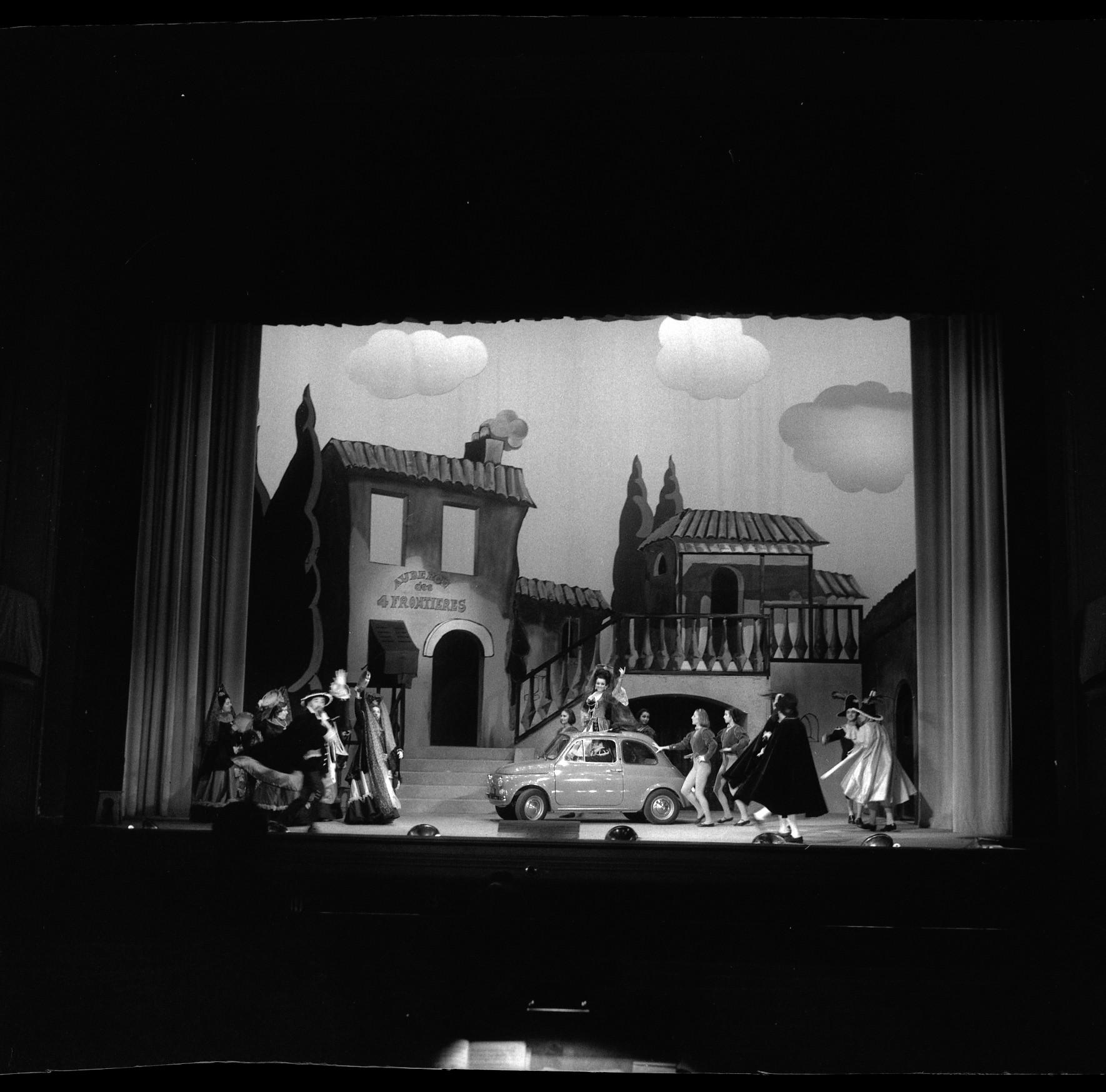
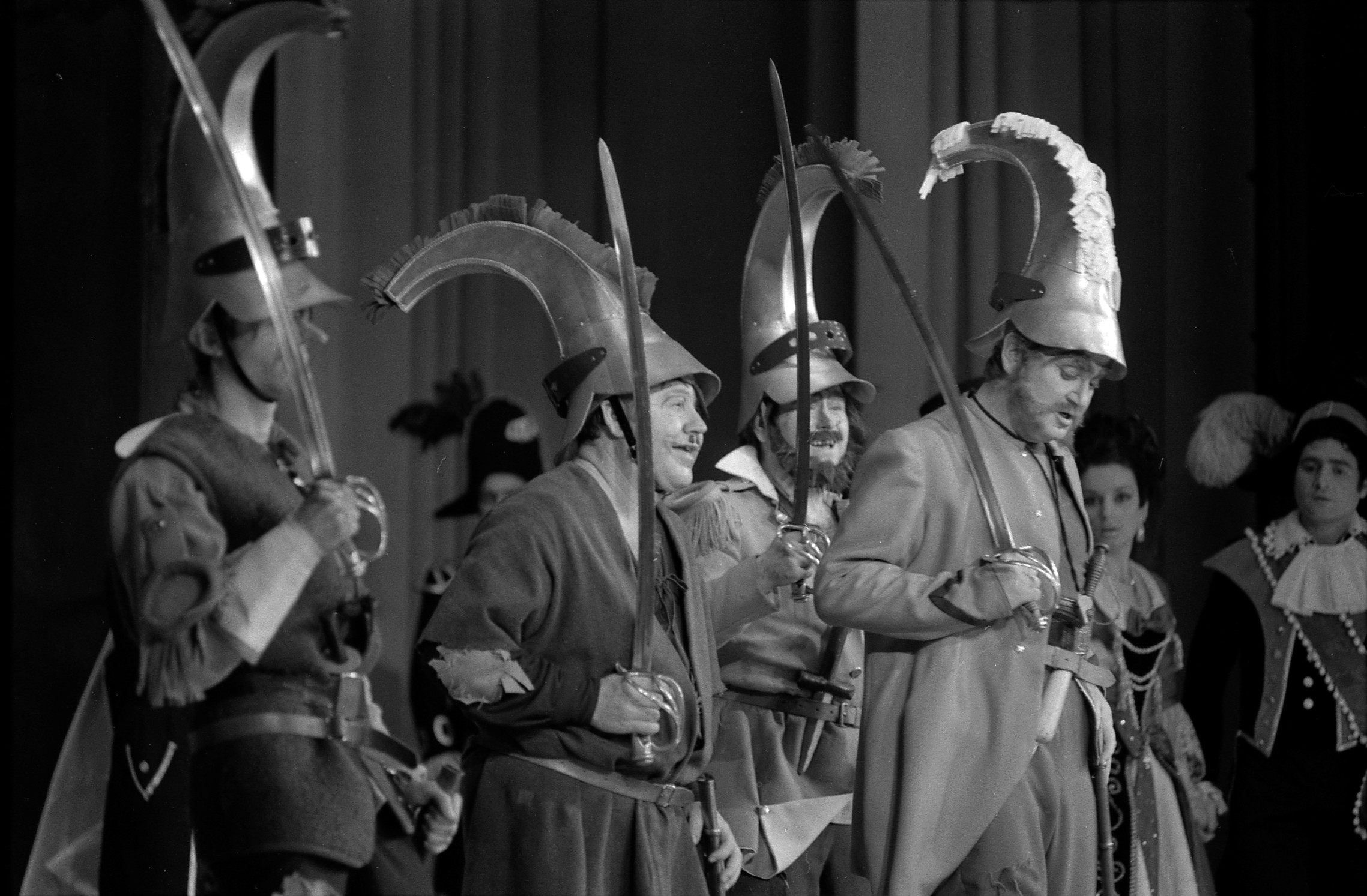
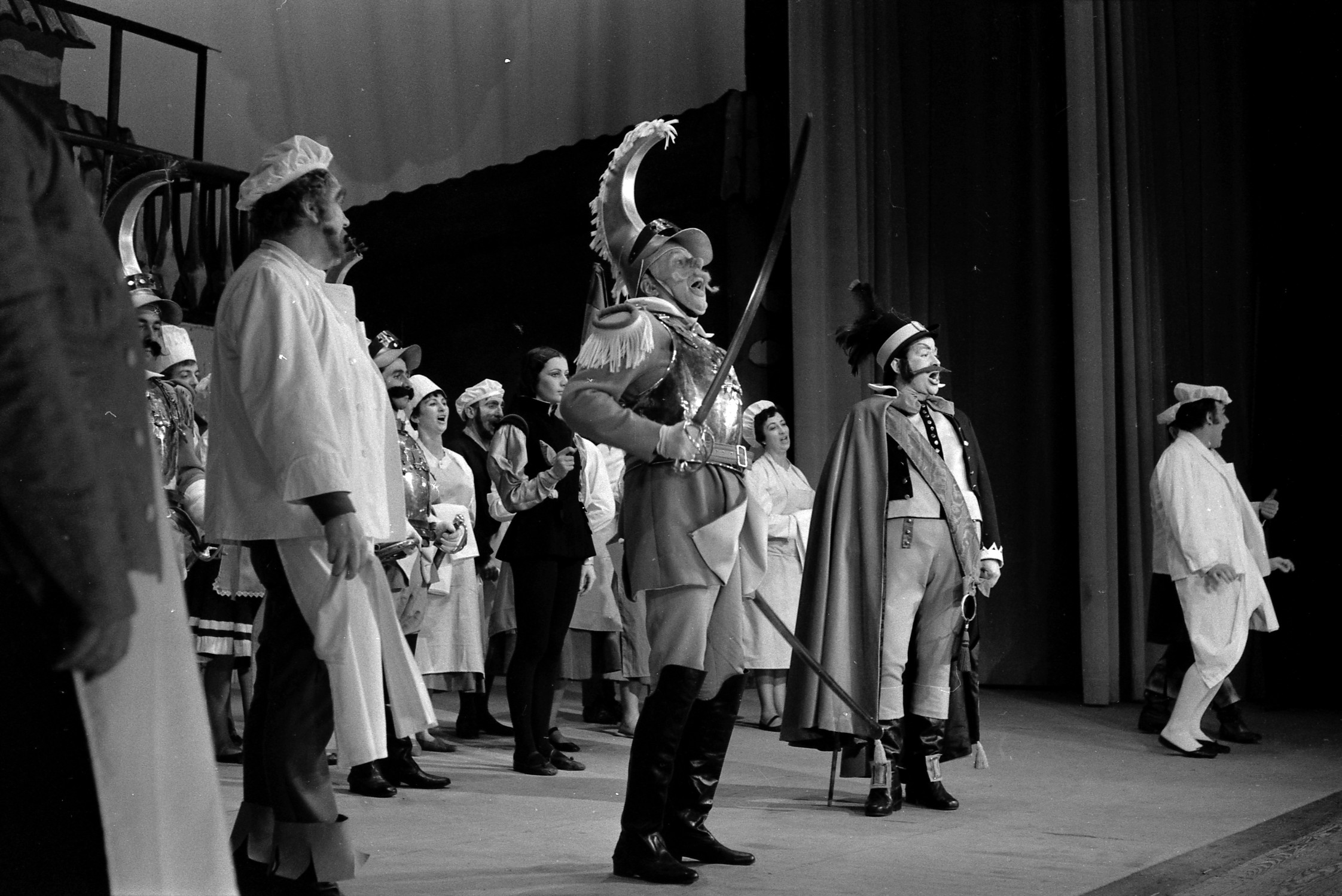
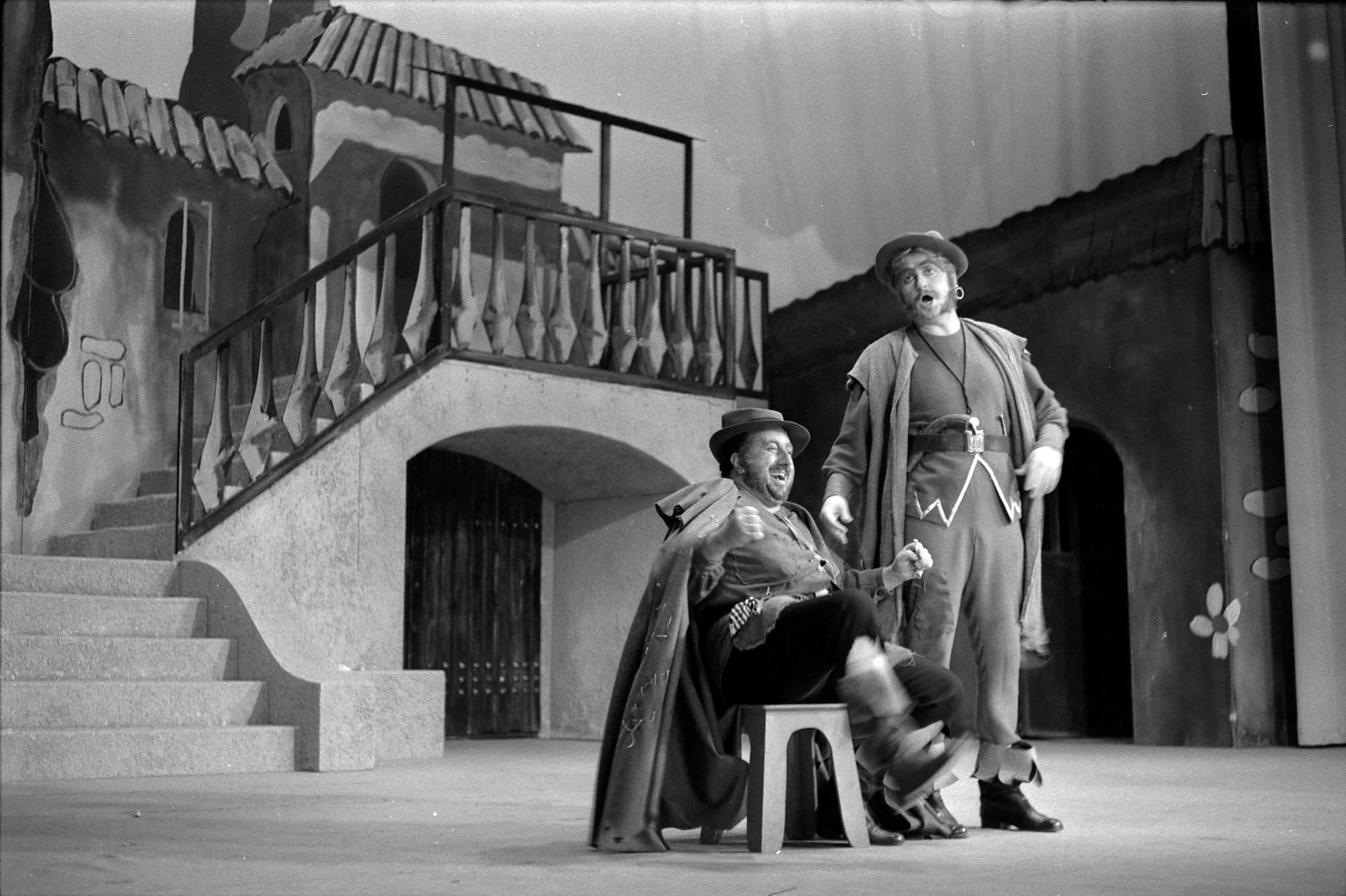
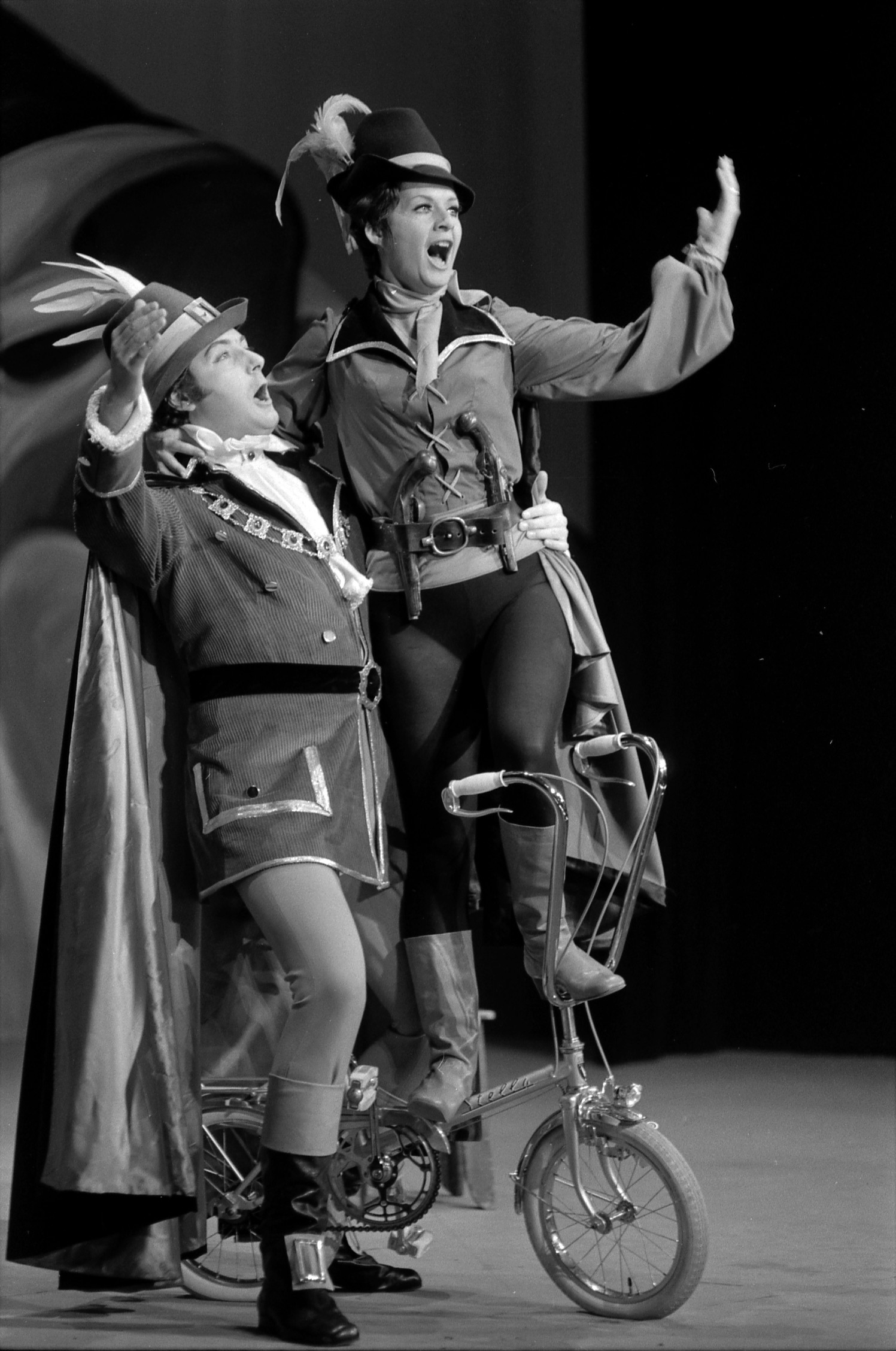